# Битва в Глуши
Битва в Глуши (англ. Battle of the Wilderness) — сражение, которое происходило 5—7 мая 1864 года между армией Союза под командованием Улисса Гранта и Северовирджинской армией под командованием Роберта Ли во время Гражданской войны в США. Сражение проходило в труднопроходимой лесной местности, известной как Глушь (англ. Wilderness), и стало первым сражением кампании 1864 года (Оверлендской кампании) между армиями Ли и Гранта.
Грант надеялся быстро пройти лесной массив Глушь, выйти на открытую местность и отрезать армию противника от Ричмонда. Для противодействия его армии, численностью около 120 000 человек, в распоряжении генерала Ли утром 5 мая было всего 30 000, но он решил связать Гранта боем в Глуши и продержаться до подхода корпуса Джеймса Лонгстрита. Корпус Ричарда Юэлла вступил в бой с двумя федеральными корпусами и сумел удержать позицию; в это же время дивизия Генри Хета столкнулась с целым федеральным корпусом и сумела продержаться до темноты. Ли рассчитывал, что Лонгстрит прибудет в полночь, но плохая дорога задержала того до 6 утра. В 5 утра 6 мая Грант начал одновременное наступление силами всех своих четырёх корпусов. Наступление корпусов Уоррена и Седжвика было сразу остановлено, корпус Бернсайда не успел вовремя выйти на поле боя, но корпус Хэнкока атаковал ослабленную дивизию Хета и обратил её в бегство. В это время прибыл корпус Лонгстрита и двумя колоннами атаковал центр корпуса Хэнкока. Затем Лонгстрит вывел три бригады во фланг Хэнкоку и внезапной атакой обратил корпус в бегство. В этот момент Лонгстрит был по недоразумению ранен выстрелами своих же людей и не смог командовать боем. Корпус Хэнкока отступил за укрепления на рубеже дороги Брок-Роуд, где к концу дня 6 мая Ли попробовал выбить его фронтальной атакой, но потерпел неудачу. На левом фланге генерал Гордон сумел атаковать открытый правый фланг корпуса Седжвика, но его успех развить не удалось.
Несмотря на тяжёлые потери, Грант решил продолжать кампанию. В его руках находилась дорога Брок-Роуд, которая позволяла армии продолжить марш на юг, в сторону Спотсильвейни, в обход фланга противника. Этот манёвр Гранта привёл в итоге к сражению при Спотсильвейни.

## Предыстория
Весной 1864 года Потомакская армия северян под командованием генерала Джорджа Мида стояла в зимних лагерях у Калпепера. В марте Мид переформировал армию, сократив два корпуса и расширив за их счёт остальные три. Теперь Потомакская армия состояла из корпусов под командованием Хэнкока, Уоррена и Седжвика. Реформа коснулась и кавалерии, во главе которой был поставлен энергичный генерал Шеридан. Кроме того, в начале марта вашингтонская администрация вызвала в столицу генерала Улисса Гранта и назначила его главнокомандующим армиями Севера. 10 марта Грант прибыл на станцию Бренди, где встретился с Мидом и обсудил дальнейшее сотрудничество. После этого он остался при армии и разместил свой штаб в Калпепере около железнодорожной станции.
Грант решил начать боевые действия против Юга одновременно на всех фронтах. Главный удар должна была наносить Потомакская армия. Её решено было усилить IX корпусом генерала Бернсайда. В середине марта корпус был вызван в Аннаполис. Так как Бернсайд был старше Мида по званию, то решено было оставить его в прямом подчинении Гранту.
Северовирджинская армия под командованием генерала Роберта Ли занимала позиции к югу от реки Рапидан. Корпуса Юэлла и Эмброуза Хилла занимали укрепления вдоль реки, а корпус Лонгстрита (две дивизии) стоял в тылу у Гордонсвилла. В случае, если противник надумает наступать на Ричмонд со стороны моря, этот корпус можно было быстро перебросить к столице по железной дороге. В случае атаки в обход левого фланга армии корпус тоже можно было быстро перебросить на опасный участок. Сложнее было перевести его на правый фланг — это потребовало бы перехода в целый день. Ли решил, что своевременная помощь Ричмонду важнее, и оставил Лонгстрита у Гордонсвилла. До 2 мая Ли не знал, куда нанесёт удар Потомакская армия, хотя понимал, что не стоит опасаться фронтальной атаки его укреплённой позиции и что противник будет обходить его справа или слева. 2 мая стало очевидно, что Грант нацеливается именно на обход правого фланга. Это означало, что Грант будет наступать через заросли Глуши, которые были идеальным полем боя для армии Юга. Задача была в том, чтобы успеть перехватить Гранта в Глуши. По какой-то причине Ли не выделил каких-либо сил для того, чтобы задержать Гранта на переправах или чтобы затормозить его наступление через Глушь.

### План генерала Гранта
Начиная боевые действия на Востоке, Грант решил, что его основной целью будет уничтожение Северовирджинской армии. Это означало, что основное наступление надо будет начинать с рубежа на реке Рапидан. При этом Грант понимал, что Ли может отступать с рубежа на рубеж и в итоге отойти за укрепления Ричмонда, и что такое развитие событий необходимо предотвратить (президент в письме Гранту особо оговаривал нежелательность такого сценария). Атака позиций Ли с фронта тоже была нежелательна — сражение при Мортонс-Форд показало бесполезность таких атак. В итоге Грант решил обойти армию противника с фланга: с востока или с запада. Оба варианта имели свои плюсы и минусы.
Обходя армию Ли с запада, Грант надёжнее прикрывал Вашингтон, но в этом случае Ли оказывался между ним и армией Батлера под Ричмондом. Грант так же не был уверен, что в этом случае сможет надёжно снабжать армию по железной дороге. Обходя противника с востока, он мог поддерживать связь с Батлером и снабжать армию со стороны побережья, но в этом случае ему приходилось наступать через лесной массив Глушь. Обдумав оба варианта, Грант остановился на втором. Непосредственное планирование операций было возложено на начальника штаба Потомакской армии, генерала Эндрю Хэмфриса.
Когда Потомакская армия перейдёт Рапидан, у Ли будет три варианта ответных действий: он может совершить бросок в сторону Вашингтона, отступить на юг на рубеж на реке Норт-Анна или же развернуться фронтом на восток и занять укрепления, оставшиеся от сражения при Майн-Ран. Хэмфрис сомневался в том, что Ли станет наступать на Вашингтон, но на всякий случай оставил на этом направлении корпус Бернсайда. Ему также не хотелось повторять сценарий Майн-Ранского сражения, поэтому он решил совершить стремительный марш через Глушь, чтобы быстро выйти на открытую местность и оказаться на фланге Майн-Ранских укреплений. По расчёту Хэмфриса, это заставило бы Ли оставить эти укрепления и отступать за Норт-Анну.
По плану Хэмфриса предполагалось наступать двумя колоннами, и перейти Рапидан по бродам Геманна-Форд и Эли-Форд. Первая колонна должна в итоге выйти к поляне у Уайлдернесс-Таверн, а вторая — на поляну у Чанселорсвилла. Оттуда можно было продолжать наступление на юг и запад, выходя во фланг Майн-Ранских позиций. В качестве альтернативы Хэмфрис допускал наступать на юго-восток, к Спотсильвейни. Если федеральная армия стартует в ночь на 4 мая, то к закату она имеет шансы пройти сквозь Глушь. Однако в штабе армии решили, что артиллерийские обозы не смогут двигаться так быстро и внесли коррективы в план: армия должна остановиться днём 4 мая у Уалдернесс-Таверн и подождать, пока обозы нагонят её. Это изменение графика один из офицеров штаба Хэнкока потом назвал «первым несчастьем всей кампании».
В плане Хэмфриса был один существенный минус. Он исходил из того, что Ли, как и в случае с Майн-Ранским сражением, позволит Потомакской армии свободно маневрировать. Не было выделено частей, которые бы связали Ли на его фронте, хотя корпус Бэрнсайда вполне подходил для этой роли. Вероятно, Ли предполагал такой вариант (демонстрацию против своего левого фланга) и именно по этой причине задержал у Гордонсвилла корпус Лонгстрита. На этот явный недостаток плана впоследствии обращал внимание британский историк Аткинсон.

### Силы сторон
К началу кампании в распоряжении генерала Гранта имелась Потомакская армия и независимый корпус Бернсайда. Согласно рапортам от 30 апреля Потомакская армия насчитывала 99 438 человек, полностью боеспособных и снаряжённых. Это были 73 390 пехоты, 12 444 кавалерии, 10 230 артиллеристов, а также инженерные и тыловые части. Корпус Бернсайда насчитывал 19 331 человека. В целом у Гранта имелось около 120 000 человек. Эти силы были сгруппированы в пять корпусов:
- II Корпус Уинфилда Хэнкока: дивизии Дэвида Бирни, Френсиса Барлоу, Джона Гиббона и Гершома Мотта.
- V Корпус Говернора Уоррена: дивизии Чарльза Гриффина, Джона Робинсона, Самуэля Кроуфорда и Джеймса Уодсворта.
- VI Корпус Джона Седжвика: дивизии Горацио Райта, Джорджа Гетти и Джеймса Рикеттса.
- IX Корпус Эмброуза Бернсайда: дивизии Томаса Стивенсона[англ.], Роберта Поттера[англ.], Орландо Уилкокса и Эдварда Ферреро[англ.].
- Кавалерийский корпус Филипа Шеридана: дивизии Альфреда Торберта, Дэвида Грегга и Джеймса Уилсона.

Северовирджинская армия генерала Ли к началу сражения состояла из двух корпусов: 14 500 человек в корпусе Хилла (без дивизии Андерсона) и 13 500 в корпусе Юэлла. Вместе с артиллерией Ли в первый день имел 32 000 человек. После присоединения дивизии Андерсона и подхода корпуса Лонгстрита армия Ли насчитывала примерно 61 или 64 тысячи человек и 213 орудий. По мнению генерала Хэмфриса, в распоряжении Ли находилось 61 953 человек, а по мнению Лонгстрита — 65 405.
- I Корпус Джеймса Лонгстрита: дивизии Чарльза Филда и Джозефа Кершоу.
- II Корпус Ричарда Юэлла: дивизии Джубала Эрли, Эдварда Джонсона и Роберта Родса.
- III Корпус Эмброуза Хилла: дивизии Ричарда Андерсона, Генри Хета и Кадмуса Уилкокса.
- Кавалерийский корпус Джеба Стюарта: дивизии Уэйда Хэмптона, Фицхью Ли и Руни Ли.

### Выдвижение федеральной армии
3 мая, после восхода солнца, кавалерийская дивизия Грегга выступила к переправе Эли-Форд. В полдень она вошла в Ричардсвилл и взяла под охрану все дома, чтобы местные жители не смогли ничего сообщить южанам. Когда зашло солнце, II корпус Хэнкока свернул лагерь и после 23:00 выступил из Стивенсберга к переправе по двум дорогам. На рассвете 4 мая корпус вошёл в Ричардсвилл. В тот же день, сразу после полуночи, кавалерийская дивизия Уильсона выступила к переправе Германа-Форд. Вслед за ним к переправе двинулся V корпус Уоррена. В 04:49 VI корпус Сэджвика выступил вслед за ним.
Грант опасался, что противник попытается задержать его на переправах, но эти опасения не оправдались. В 03:00 дивизия Уильсона вышла к Германна-Форд и 3-й Индианский кавполк перешёл реку. Пикеты южан (1-й Северокаролинский кавалерийский полк) сделали несколько выстрелов и сразу отступили. В 05:30 были наведены два моста каждый длиной около 70 метров. В 06:00 подошёл корпус Уоррена и сразу же начал переправляться на южный берег. У Эли-Форд происходило примерно то же самое: в 02:00 кавалерия Грегга вышла к переправам, отбросила пикеты противника и захватила несколько пленных. В 05:30 подошла передовая дивизия Барлоу и перешла реку по только что наведённому мосту.
В 08:30 Джордж Мид прибыл к переправе Германа-Форд, к тому месту, где во время сражения при Майн-Ране у него находился штаб. Немного позже он перешёл реку и разместил штаб так, чтобы держать под наблюдением проходящие колонны. В 06:30 Хэнкок донёс, что успешно переходит реку. Вскоре после полудня сам Грант переправился у Германа-Форд и разместил свой штаб около штаба Мида. Он был в хорошем настроении, курил сигары и шутил. События развивались на удивление хорошо: Уилсон без проблем достиг развилки у Уайлдернесс-Таверн, корпус Уоррена двигался туда же, а Хэнкок в 09:50 уже вышел к Чанселорсвиллу, своей конечной цели на этот день. «Нам удалось захватить переправы и перейти реку без задержек, — сказал Грант адъютанту, — Ли наверняка знает о нашем наступлении, но едва ли понимает все масштабы этого манёвра. Вскоре мы узнаем, что он замышляет». Ли как будто ничего не предпринимал: наблюдатели не замечали на позициях противника какого-либо движения, и только в 11:00 было перехвачено сигнальное сообщение о том, что южане идут к Вердисвиллу. Это значило, что Ли решил развернуть фронт и сместиться на запад, к своим укреплениям, оставшимся со времени Майн-Ранской кампании. В 13:00 эта новость дошла до Гранта. Грант понял, что Ли идёт ему навстречу и, соответственно, не задумывает броска на Вашингтон. Он сразу же приказал IX корпусу начать марш на соединение с остальной армией.
Корпус Уоррена вышел к Уайлдернесс-Таверн в полдень. Кавалерия Уилсона решила продолжить разведку в направлении дальнейшего наступления — к местечку Паркерс-Стор на дороге Ориндж-Тенпайк. В 14:00 Уилсон беспрепятственно достиг местечка. Ближе к вечеру он доложил, что на всём пространстве до реки Майн-Ран не обнаружено признаков противника. Но по неопытности Уилсон допустил промах: он тщательно изучил дорогу Ориндж-Пленк-Роуд, но забыл про параллельную дорогу Ориндж-Тернпайк. В это время дивизия Гриффина встала лагерем у Уайлдернесс-Таверн и расставила пикеты, но сделала это довольно небрежно, будучи уверена, что местность патрулируется кавалеристами Уилсона.

### Реакция Роберта Ли
Наблюдательные посты Северовирджинской армии очень скоро заметили выдвижение федеральной армии, а 4 мая в 9:30 они сообщили, что вся армия противника движется к Германна-Форд и Эли-Форд. Ли решил выступить навстречу Гранту. Точные мотивы его решения неизвестны, так как многие отчёты погибли во время эвакуации Ричмонда в 1865 году. Ли не знал точно намерений Гранта: тот мог нацеливаться на Фредериксберг (как полагал Лонгстрит), а мог замышлять атаку Северовирджинской армии. Ли решил в первом случае следовать за ним и тревожить его тылы, а во втором занять укреплённую линию на реке Майн-Ран. Он мог также отступить на юг, на рубеж реки Норт-Анна, но это не давало ему существенных преимуществ. В полдень Ли приказал корпусу Юэлла начать марш на восток по дороге Ориндж-Тернпайк. Генерал Хилл должен был оставить на позиции дивизию Андерсона, а две остальные дивизии тоже послать на восток по дороге Оринж-Пленк-Роуд. Предполагалось, что оба корпуса проведут ночь немного восточнее реки Майн-Ран, а с утра 5 мая вступят в соприкосновение с противником.
В 11:00 Лонгстрит приказал двум своим дивизиям (Филда и Кершоу) свернуть лагерь у Гордонсвилла и идти к местечку Ричардс-Шоп на дороге Катарпин-Роуд. В 13:00 Ли велел ему идти другим путём — через Ориндж и далее вслед за Хиллом, но Лонгстрит настоял на том, чтобы его корпус шёл по Катарпин-Роуд. Этот путь был короче и в этом случае армия наступала бы по трём дорогам, а не по двум. Вместе с тем Катарпин-Роуд была гораздо хуже качеством и неизбежно задержала бы марш корпуса. Лонгстрита потом часто осуждали за этот выбор.
Южане начали марш около полудня и к вечеру вышли на указанные позиции: корпус Юэлла встал лагерем у Робертсонс-Таверн, а корпус Хилла около Вердисвилла. Кавалерия Стюарта заняла позицию перед корпусом Хилла. По какой-то причине у Юэлла не оказалось кавалерийского прикрытия и его лагерь находился всего в 3 километрах от лагеря дивизии Гриффина, хотя Юэлл об этом не знал. Корпус Лонгстрита в тот вечер встал лагерем у моста Брок-Бридж через Норт-Анну, и Лонгстрит решил, что успеет прибыть к Робертсонс-Шоп к полудню следующего дня. Это означало, что он надеялся пройти 16 миль (26 километров) по плохим дорогам за полдня.
Ли разместил штаб в Вердисвилле, в том самом месте, где он находился во время сражения при Майн-Ране. К 23:15 он уже знал, что противник встал лагерем в Глуши — у Уайлдернесс-Таверн и Чанселорсвилла — и что он планирует наступать на Спотсильвейни. Ли решил с утра атаковать Гранта, связать его боем в зарослях Глуши и держать его там, пока не подойдёт корпус Лонгстрита. Это был рискованный план: 5 дивизий юга должны были вступить в бой с 10 дивизиями Севера, что в реальности давало соотношение в живой силе 1 к 3. Зато в случае удачи атака Лонгстрита во фланг Потомакской армии могла быть столь же эффективна, как и аналогичная атака Джексона в мае 1863 года. Некоторые историки (например, Бонкемпер и Эпперсон) полагают, что не существует подтверждений тому, что Ли собирался дать бой Гранту в Глуши. По их мнению, он не понял планов Гранта и планировал сражаться на рубеже реки Майн-Ран, а наступление предпринял в основном для выявления намерений Гранта.

## Сражение
На рассвете 5 мая колонны армии Мида возобновили марш. Хэнкок покинул Чанселорсвиллское плато и двинулся на юго-запад по той самой дороге, по которой некогда Джексон начал марш в тыл Потомакской армии (Кэтрин-Ферненс-Роуд). Корпус Уоррена выступил от Уайлдернесс-Таверн по узкой просёлочной дороге в направлении на Паркерс-Стор. Корпус Седжвика ждал, пока Уоррен освободит дорогу, чтобы двинуться вслед за ним. Марш Уоррена начался в 05:00, первой шла дивизия Кроуфорда, за ней дивизии Уодсворта и Робинсона. Дивизия Гриффина осталась позади в качества тылового охранения. Несколько полков Гриффин выдвинул на запад, развернув их в пикетную цепь. Через час после рассвета пикеты начали сниматься с позиции, чтобы отправиться вслед за уходящей дивизией. В этот момент рядовые 1-го Мичиганского полка заметили вдалеке на дороге Ориндж-Тёрнпайк людей в серой форме. Рядовые донесли об этом полковнику Трупу, который в это время получил приказ следовать за дивизией. Труп передал командованию новость о противнике и даже послал своего адъютанта, чтобы тот объяснил всю серьёзность происходящего.
Уоррен собирался покинуть Уайлдернесс-Таверн, когда ему сообщили эту новость. Уоррен и его штаб были потрясены: они были уверены, что армия Ли находится далеко на западе за рекой Майн-Ран, а армия надёжно прикрыта кавалерией. Уоррен предположил, что это всё же небольшая диверсия, и передал это своё соображение командованию. Он приказал провести разведку боем и разобраться, что же происходит на дороге. По этому приказу генерал Бартлетт отправил вперёд 18-й Массачусетский и 83-й Пенсильванский полки, который обнаружили крупные силы противника, разворачивающиеся в боевую линию поперёк дороги на дальнем краю поляны, известной как поле Сандерса. Полки попали под обстрел и отступили. В этой краткой перестрелке погиб рядовой Чарльз Уилсон, который стал, таким образом, первым военным, погибшим в ходе Оверлендской кампании.
В 07:15 Мид узнал о произошедшем. Через несколько минут он встретился с Уорреном и приказал ему отменить марш и всеми силами атаковать противника. Он тоже думал, что армия Ли стоит за Майн-Раном (или отступает за Норт-Анну) и его наступление хочет затормозить лишь одна дивизия. «Парадоксально, — писал Гордон Реа, — но, понимая, что Ли хочет остановить его наступление, Мид сам отдал приказ о прекращении марша, то есть сделал именно то, чего Ли добивался». Грант одобрил действия Мида со словами: «если подвернётся случай встретить часть армии Ли, то её надо атаковать сразу, не давая времени на развёртывание». Но чтобы атаковать, Миду требовалось время; дивизии Уоррена были разбросаны по дороге, и собрать их вместе на труднопроходимой лесистой местности было непросто.
Время шло, а Гриффин оставался у дороге один со своей дивизией. Остальные дивизии по различным причинам задерживались. В 09:00 обнаружилось, что около позиций дивизии Кроуфорда находится кавалерия противника, хотя Мид был уверен, что южное направление прикрыто кавалерией Уилсона. В 10:15 Кроуфорд сообщил, что крупные массы пехоты движутся в его направлении и в обход его левого фланга. Это означало, что он не только не может прийти на помощь Гриффину, но и сам оказался в тяжёлом положении, в изоляции от остальной армии.

### Поле Сандерса
Южане, замеченные на Ориндж-Тернпайк у поля Сандерса, принадлежали к корпусу Юэлла. Корпус в 05:00 выступил из лагеря у Робертсонс-Таверн и после часового марша вышел к полю Сандерса с запада. Впереди шла дивизия Эдварда Джонсона, затем дивизия Роберта Роудса и последней дивизия Джубала Эрли. 1-й Северокаролинский пехотный полк обеспечивал передовое охранение. Столкнувшись с федеральными частями, Юэлл уведомил об этом Ли, который передал в ответ, что в данной ситуации (до прихода Лонгстрита) не стоит ввязываться в полноценное сражение. Корпус Юэлла начал возводить укрепления на краю поля Сандерса. Прямо поперёк дороги встала бригада Джона Джонса, левее бригада Джорджа Стюарта, ещё левее бригада Лероя Стаффорда, и за ней бригада Джеймса Уокера. Стаффорду и Уокеру пришлось строиться в боевую линию в густых непролазных зарослях, и ветераны вспоминали потом, что более неудобное поле боя трудно себе вообразить. Дивизия Роудса встала во второй линии и к полудню уже 10 000 человек заняли позицию поперёк дороги. Дивизия Эрли (4500 чел.) стояла позади в резерве.
Между тем около 10:00 Грант прибыл в штаб Мида у дома Ласи. Командующий, раздражённый неуверенностью Мида, потребовал более решительных действий. Сразу после этого дивизия Гетти была послана на Брок-Роуд, чтобы задержать наступление корпуса Хилла. Уоррену было приказано немедленно атаковать противника на поле Сандерса, Седжвик же получил инструкции как можно быстрее прикрыть правый фланг Уоррена. Приняв эти меры, Грант закурил сигару, сел на пень и принялся выстругивать ножом веточку.
Генерал Гриффин получил приказ Уоррена о наступлении, но ждал, пока дивизия Уодсворта прикроет его слева, а корпус Седжвика справа. Уоррен был в принципе с ним согласен, он полагал, что лучше остаться на месте, чем атаковать наспех. Категорически против был и Ромейн Эйрс, бригада которого была крайней справа и который понимал, что в случае атаки он попадёт под удар во фланг. Мнение опытного Эйрса нельзя было просто проигнорировать. В итоге Уоррен несколько раз приказывал начать атаку, но каждый раз Гриффин и Эйрс отказывались это сделать. Одновременно на Уоррена давили сверху и были слухи, что он уже выслушал резкие высказывания со стороны Мида. Уоррен объяснял, что никому не известна точная численность противника на поле Сандерса и последствия неудачи могут быть очень серьёзными. Но в итоге, несмотря на своё нежелание, Уоррен всё же приказал начать атаку.

### Атака Уоррена
Корпус Уоррена начал атаку по сигналу горна. На правом фланге через поле Сандерса наступала дивизия Гриффина. Бригада Эйрса шла севернее дороги, бригада Бартлетта южнее, а бригада Швейцера наступала во второй линии. Бригада Эйрса (140-й Нью-Йоркский полк и несколько батальонов регуляров) сразу попала в тяжёлое положение. 140-й полк стал уклоняться влево, а регулярные батальоны вправо, и в линии бригады образовался разрыв. 140-й теперь наступал практически в одиночку. Гриффин бросил на помощь два орудия (из батареи D 1-го Нью-Йоркского легкоартиллерийского полка) лейтенанта Уильяма Шелтона, которые перешли низину посреди поля Сандерса и заняли позицию, которую Шелтон потом назвал безнадёжной. Между тем Эйрс направил в бой вторую линию бригады: 146-й Нью-Йоркский (зуавский), 91-й и 155-й Пенсильванские. 146-й занял разрыв в линии бригады, а пенсильванцы присоединились к регулярам. Позицию на краю поля Сандерса держала бригада Джорджа Стюарта, а левее стояла луизианская бригада Стаффорда, которая открыла огонь по правому флангу бригады Эйрса. Не выдержав огня с фронта и фланга, бригада Эйрса стала отходить.
Левее Эйрса, к югу от дороги, наступала бригада Джозефа Бартлетта. Впереди шёл развёрнутый в линию 1-й Мичиганский полк, за ним три полка: 83-й Пенсильванский и 18-й Массачусетский под общим командованием Джозефа Хэйеса и 44-й Нью-Йоркский полк. За ними шла вторая линия: 118-й Пенсильванский и 20-й Мэнский. Их атака пришлась на позицию вирджинской бригады Джона Джонса. Эта бригада соединялась левым флангом с бригадой Стюарта, но её правый фланг был прикрыт только небольшим отрядом спешенной кавалерии. Федералы легко отбросили кавалеристов и открыли огонь по флангу вирджинцев. Первыми же залпами были убиты Джон Джонс и его адъютант, капитан Роберт Эрли (племянник Джубала Эрли). Оставшись без командира, бригада Джонса стала отходить, смешавшись с рядами бригады Баттла, которая стояла во второй линии. В неразберихе кто-то крикнул, что поступил приказ отступать на рубеж реки Майн-Ран. Бригада Бартлетта продолжала наступление, прорвавшись к небольшой поляне, где остановилась, чтобы навести порядок в рядах.
20-й Мэнский занял позицию на правом фланге бригады, и в этот момент она оказалась под огнём с тыла. Северяне сначала решили, что это люди Эйрса стреляют по своим, но оказалось, что бригада Эйрса отступила, открыв правый фланг Бартлетта. Бартлетт приказал отходить. Отступление началось организованно, но вскоре стало ясно, что бригада почти окружена, и тут запаниковали даже ветеранские полки. Отступление превратилось в хаотичное бегство. Сам Бартлетт потерял свой штаб, и при отступлении его конь был убит на скаку, так что Бартлетт едва остался жив. Потери были серьёзны: 20-й Мэнский потерял 85 человек из 400, командир 146-го Нью-Йоркского был убит, а командир 83-го Пенсильванского тяжело ранен.
Южнее (левее) дивизии Гриффина наступала дивизия Уодсворта: бригады Катлера, Стоуна и Райса. Они начали наступление одновременно с бригадами Гриффина. Бригада Катлера начала наступление, соединившись с флангом бригады Бартлетта, и частично приняла участие в разгроме бригады Джонса, но по мере наступления она начала терять ориентацию, сместилась влево и её правый фланг оказался открыт. Бригада попала под огонь бригады Джорджа Долса и начала нести потери. В это время генерал Юэлл бросил в бой свой резерв — джорджианскую бригаду Джона Гордона. Джорджианцы быстро прорвали линию федеральных войск, после чего Гордон приказал своим полкам развернуться вправо и влево и атаковать в противоположных направлениях, опрокидывая фланги противника. Впервые в своей истории Железная бригада была обращена в бегство. Продолжая наступать, джорджианцы вышли ко второй линии дивизии Уодсворта — бригаде Денисона — и быстро опрокинули и её тоже.
Левее Катлера и Денисона наступала пенсильванская бригада Рой Стоуна. 150-й Пенсильванский был развёрнут в стрелковую цепь, в основной линии шли 143-й и 149-й Пенсильванские полки, и ещё три полка шли во второй линии. Им пришлось наступать через поляну у дома Хиггерсона. Многие офицеры в бригаде были замечены за употреблением виски и, кроме того, наступающие зашли в болото, где оказались по пояс в грязи и воде. Порядок наступления нарушился, 149-й оказался позади 143-го, а когда началась стрельба, он по ошибке дал залп в спину 143-му. Вся бригада начала отходить в беспорядке. Очевидцы полагали, что причиной неудачи был разрыв между бригадами Стоуна и Катлера. «Вот скажите, если сможете, почему две бригады шли на позицию в этой чёртовой дыре, не скорректировав свои фланги да и с нетрезвыми офицерами» — задавался вопросом один пенсильванец.
Крайней слева в дивизии Уодсворта наступала бригада Джеймса Райса. Их левый фланг сразу оказался открыт, а местность была такова, что бригаде пришлось смещаться на север, она оказалась развёрнута углом к противнику (бригаде Даниела) и её левый фланг сразу попал под сильный обстрел. В тот же момент отступила бригада Стоуна, открыв и правый фланг Райса. Северокаролинцы Даниела бросились в атаку и отбросили Райса почти на километр. Здесь федеральные офицеры попытались остановить отступление, но им это не удалось, и они стали отходить дальше, позволив Даниелу прорваться почти до поляны у дома Ласи.
Бригада полковника Уильяма Маккендлса поздно прибыла на поле боя и ввязалась в сражение, когда остальные части дивизии Уодсворта уже отступали. Бригада оказалась под огнём со всех сторон и едва не попала в окружение. Майор 61-го Джорджианского полка, Джеймс ван Валкенберг, случайно наткнулся в лесу на 7-й Пенсильванский полк бригады Маккендлса. Майор направился к командиру полка, полковнику Боллингеру, и потребовал капитуляции. Пенсильванцы поверили в то, что окружены превосходящими силами противника, и сложили оружие. Капитуляции избежала только рота В, всего около 40 человек. В плен попал почти весь полк — 272 человека. 16 июня полк был официально расформирован.
Когда весь корпус Уоррена отступил, на поле Сандерса у батареи Шелтона остались два полка: 140-й Нью-Йоркский и 146-й Нью-Йоркский. Оказавшись в итоге в окружении, полки потеряли почти половину своего состава. 146-й потерял 254 человека из 556 и едва спас знамя полка. 140-й полк потерял 268 человек из 529. Батарея Шелтона вела огонь даже тогда, когда пехота уже отступила. 61-й Алабамский полк прорвался к орудиям и взял в плен лейтенанта Шелтона. «Орудия держались до последнего, — писал потом Уэйнрайт, — и были потеряны настолько достойно, насколько можно достойно потерять орудия». Но увезти захваченную технику южане не смогли: чтобы спасти отступающий корпус, Уоррен бросил в контратаку две свежие бригады, и они оттеснили южан обратно в лес. Отступая, южане оставили у орудий Шелтона флаг Конфедерации, чтобы спровоцировать противника на атаку. Их замысел удался, и 9-й Массачусетский полк из бригады Швейцера бросился к орудиям. Попав под огонь, полк всего за несколько минут потерял 12 офицеров и 138 рядовых и был отброшен назад.

#### Последствия и оценки
Атака корпуса Уоррена завершилась в 14:30. В 14:45 Гриффин прибыл в штаб, где застал Гранта и Мида. С гневным лицом он громко объявил, что прорвал линию противника, но генерал Райт так и не поддержал его атаку, а затем отступил и Уодсворт, отчего он вынужден был отступить и сам. Явное нарушение субординации удивило Гранта, который сказал Миду: «Кто этот генерал Грегг? Вам бы надо его арестовать». Но обыкновенно вспыльчивый Мид отреагировал странно: он подошёл к Гранту, застегнул на мундире главнокомандующего несколько пуговиц и очень спокойно сказал: «Это Гриффин, а не Грегг. И это только его манера разговаривать».
Неудача Уоррена была предсказуема. Корпус Седжвика не успел прикрыть его фланг, отчего бригада Эйрса не имела шансов на успех. Её отступление спровоцировало отход Бартлетта, что в свою очередь обрекло на неудачу Катлера. Даже 10 лет спустя Уоррен был убеждён, что нельзя было атаковать до подхода Седжвика. Он называл эту атаку самой фатальной ошибкой всей кампании. Второй ошибкой были недостаточные силы, выделенные для атаки, и отсутствие резервов. Удачная атака Бартлетта быстро выдохлась, а развить успех было некому. Виноват в этом отчасти Уоррен: он так и не решился ввести в бой дивизию Робинсона и не задействовал дивизию Кроуфорда. Но основная ответственность лежит на Миде, который торопил Уоррена без всяких оснований. За час или два на позиции Юэлла ничего бы не изменилось, а Уоррен получил бы серьёзные преимущества.
Важным фактором неудачи было и мастерство генералов Юга. Ричард Юэлл полностью оправдал доверие генерала Ли, буквально выполнив его приказ не ввязываться в генеральное сражение. Это сражение стало одним из ярких эпизодов карьеры Юэлла. Отлично показали себя и бригадные командиры: Гордон, Даниел, Долс и Стюарт. Они сумели грамотно воспользоваться практически каждой ошибкой командования Потомакской армии.

### Атака Седжвика
Когда затих бой на поле Сандерса, генерал Грант вместе с Уорреном выехал на передовые позиции, изучил ситуацию и вернулся на свой командный пост, где продолжил выстругивать веточки. Увиденное на поле боя не обрадовало его: корпус Уоррена был измотан боем и явно не готов продолжать наступление. Только в 15:00 появился шанс переломить ситуацию в свою пользу: к полю Сандерса вышла дивизия Горацио Райта — передовая дивизия VI корпуса. Корпус начал марш в 11:00, и ему надо было пройти всего около мили, но сложный рельеф и снайперы-южане так тормозили марш, что Седжвику потребовалось на марш около четырёх часов. Первой прибыла бригада Эмори Аптона и заняла позицию на восточной окраине поля Сандерса. Правее встала бригада Брауна, ещё правее бригада Нейла, а бригада Рассела встала позади во второй линии.
К моменту прибытия корпуса Седжвика позиции западнее поля Сандерса занимала дивизия Джонсона, переформированная после дневного боя. Бригада Стюарта стояла в укреплениях у самого поля, левее стояла бригада Уокера, а ещё левее бригада Лероя Стаффорда. Бригады Уокера и Стаффорда стали продвигаться вперёд, чтобы определить северный край обороны противника, и в этот момент столкнулись в густом лесу с бригадами Райта. Уокер попал под сильный огонь и стал отходить на исходную позицию. Бригада Стаффорда оказалась в одиночестве, поэтому её командир тоже приказал отступать. В этот момент он был тяжело ранен пулей навылет и вынесен с поля боя. Командование южан перебросило на левый фланг луизианскую бригаду Гарри Хайса, которая встала левее Уокера, на месте, которое ранее занимала бригада Стаффорда, и вступила в бой. Она тоже быстро попала под удар с флангов и отступила с большими потерями.
Райту удалось отбить атаку Уокера, Стаффорда и Хайса, но и сам он не смог продвинуться вперёд и остался на оборонительной позиции. Около 16:00 стрельба стихла, и обе стороны приступили к возведению укреплений. Таким образом закончилась вторая попытка Мида прорваться на правом фланге. Ситуация складывалась в пользу Юга: Юэллу удалось связывать противника боем, не вступая в генеральное сражение, и каждая выигранная минута давала время корпусу Лонгстрита. По мнению Гордона Реа, Юэлл отлично справился с возложенной на него задачей. Успех Юэлла объяснялся в основном неспособностью Гранта и Мида организовать скоординированную атаку. И Уоррен, и Райт наступали поодиночке. Координация была обязанностью Мида, но он с ней не справлялся, возможно, из-за постоянного вмешательства Гранта. У Мида и Гранта были различные стили командования, которые оказались несовместимы и только мешали друг другу.
После того, как атака Уоррена и Седжвика была отбита, на этом участке фронта установилось затишье, но генерал Мид надеялся возобновить наступление, чтобы хотя бы не позволить противнику перебрасывать подкрепления на южный участок поля боя. Уоррен был против таких попыток, но Седжвик решил попробовать обойти левый фланг позиций Юэлла. В его распоряжение передали бригаду Трумана Сеймура, которая состояла из новобранцев и едва ли подходила для атаки ветеранов Юэлла, но Седжвик решил рискнуть. 110-й Огайский и 6-й Мерилендский полки пошли в первой линии под общим командованием полковника Джозефа Кейфера. Генерал Юэлл предугадал этот манёвр и перебросил на свой левый фланг бригаду Джона Пеграма. Наткнувшись на укреплённую линию Пеграма, северяне отменили атаку, но около 18:00 им было приказано продолжать. Полковник Кейфер пытался возражать, но не достиг успеха. Атака двух полков Кейфера началась уже в темноте и не дала никакого результата. В 22:00 Сеймур дал разрешение на отход. Бригада понесла тяжёлые потери, ранен был и полковник Кейфер. Потери южан были незначительны, но тяжёлое ранение получил генерал Джон Пеграм.

### 5 мая. Оринж-Пленк-Роуд
Утром 5 мая генерал Ли находился в Вердисвилле при корпусе Эмброуза Хилла. Утром корпус выступил на восток по Оринж-Пленк-Роуд, миновал линию укреплений у реки Майн-Ран и вскоре встретил отряд федеральной кавалерии, который сразу отступил. Вскоре после 11:00 пришло донесение от Юэлла: он сообщал, что наблюдает федеральную пехоту, идущую на юго-восток. Около полудня стали слышны звуки боя с той стороны, где стоял корпус Юэлла. В это же время обнаружилось, что Оринж-Пленк-Роуд идёт не строго параллельно дороге Оринж-Тенпайк, а уклоняется вправо, и колонна Хилла постепенно отдаляется от Юэлла. Ли находился в голове колонны при передовой дивизии Генри Хета. Незадолго до 15:00 он свернул с дороги на поляну у фермы Таппа и стал совещаться с Хиллом и Стюартом. Неожиданно на поляну из леса вышел отряд федеральной пехоты. Ли, Стюарт и Хилл оказались от него на расстоянии пистолетного выстрела. Северянам выпал шанс заполучить, как пишет Фриман, самую богатую добычу в военной истории, но они не стали открывать огонь, развернулись и скрылись в лесу. Этот случай показал Ли, насколько опасен разрыв между корпусами, и он приказал дивизии Уилкокса закрыть его.
Когда Грант в 10:00 прибыл к дому Ласи, он уже знал о наступлении корпуса Хилла. Опасаясь, что корпус Хэнкока не успеет занять перекрёсток Оринж-Пленк-Роуд и Брок-Роуд, Грант решил послать к перекрёстку дивизию Джорджа Гетти. Гетти начал марш в 10:30. Ему требовалось пройти две мили, в то время как южанам — всего одну. Двигаясь ускоренным маршем, Гетти успел первым выйти к перекрёстку и сам первый занял его со своим штабом. Следом подошла передовая бригада Фрэнка Уитона. Южане были уже близко, и завязалась перестрелка; тела убитых южан потом нашли в тридцати метрах от перекрёстка. Гетти успел развернуть бригаду Уитона поперёк дороги, поставить правее бригаду Генри Эстиса, а левее бригаду Льюиса Гранта. Он сумел захватить перекрёсток, и теперь его надо было удержать до подхода корпуса Хэнкока.
По первоначальному плану корпус Хэнкока должен был идти от Чанселорсвилла по Катарпин-Роуд и пересечь Брок-Роуд около Тодд-Таверн. Ещё в 7:30, узнав о появлении корпуса Юэлла, Мид приказал Хэнкоку остановиться у Тодд-Таверн и ждать прояснения ситуации, но этот приказ дошёл до Хэнкока только в 09:00, когда его корпус прошёл Тодд-Таверн и удалился на две мили на запад. Хэнкок остановил корпус и стал ждать указаний. В 10:30 Мид приказал дивизии Гетти занять перекрёсток Брок-Роуд и Ориндж-Пленк-Роуд, а Хэнкоку было велено идти ему на помощь, но Хэнкок получил этот приказ только в 11:40. Его корпус начал марш к перекрёстку, а сам Хэнкок отправился вперёд и прибыл на место вскоре после полудня. Он снова запросил указаний, но курьеры от Мида добрались к нему только в 14:40. Однако даже в это время Хэнкок был не готов к атаке; его передовая дивизия Бирни успела прийти и встать левее дивизии Гетти, а идущая за ней дивизия Гершома Мотта ещё только подходила и занимала позицию. В 15:00 Хэнкок узнал о провале атаки Уоррена, но командование требовало от него решительного наступления. Хэнкок решил наступать теми силами, что есть: дивизиями Гетти и Бирни в первой линии и дивизией Мотта во второй. Однако в 15:45 прибыл новый, уточняющий приказ: Мид требовал, чтобы дивизия Гетти наступала прямо по дороге, а дивизии Хэнкока встали правее и левее. Выполнение этого условия требовало дополнительного времени, но Гетти получил прямой приказ атаковать. В 16:15 его дивизия пошла вперёд, не дожидаясь Хэнкока.
Дорога Оринж-Пленк-Роуд в этом месте шла по невысокому хребту, а лес по её сторонам был перерезан оврагами, низинами и густыми зарослями. Дивизия Генри Хета занимала позицию поперёк дороги: в центре стояла бригада Кука, за ней позади бригада Киркланда, левее бригада Джозефа Дэвиса (под временным командованием Джона Стоуна), а правее бригада Генри Уокера. В распоряжении Хета было 6500 человек, и этими силами он должен был отразить атаку трёх дивизий — в общей сложности 17 000 человек. Надежды на подкрепления не было. Генерал Ли, однако, полагал, что у Хета есть шанс прорваться к дороге Брок-Роуд, и приказал ему сделать это, по возможности не втягиваясь в полноценное сражение. Хет обещал попробовать, но в это самое время началась федеральная атака. Южнее дороги пошла в наступление вермонтская бригада Льюиса Гранта. Она сразу попала под плотный огонь бригад Кука и Уокера и стала нести тяжёлые потери, особенно в офицерском составе. Грант решился на отчаянную атаку, и его 5-й Вермонтский при поддержке 40-го Нью-Йоркского и 20-го Индианского ворвался на позицию противника, захватив знамя 55-го Вирджинского полка, но и эта атака быстро выдохлась. На помощь подошла дивизия Мотта в составе бригад Макаллистера и Брюстера. Но и они не выдержали сильного огня и, полк за полком, стали отступать. Макаллистер потом писал жене, что у дивизии истекали сроки службы и она шла в бой неохотно.
Севернее дороги наступала бригада Фрэнка Уитона. Она израсходовала весь боезапас, но не смогла выбить южан с их позиции. Правее Уитона бригада Генри Эстиса атаковала позиции Джона Стоуна, но сразу залегла под огнём и не смогла продвинуться дальше. Тогда генерал Бирни послал в бой бригаду Александра Хейса. Эта бригада тоже увязла в зарослях под огнём и начала нести потери. Хейс, как всегда, находился впереди своих линий. Он выехал к позиции 63-го Пенсильванского полка и собирался обратиться к солдатам с речью, но в этот момент пуля выбила его из седла. Окровавленное тело Хейса вынесли на Бок-Роуд как раз в то время, когда к Хэнкоку прибыл из штаба Лиман. Лиман видел, как разбитые федеральные части отходили в тыл, а южане перешли в контратаку и прорывались уже почти к Брок-Роуд. Хэнкок бросил в бой дивизию Гиббона. Южане теперь имели дело с пятью федеральными дивизиями, этой атаки они не выдержали и отошли на исходные позиции.
Было около 17:00. Дивизия Гиббона только вступала в бой, а с юга подходила дивизия Барлоу. Теперь против дивизии Хета действовал весь корпус Хэнкока (27 000 чел.), усиленный дивизией Гетти (6000 чел.), и соотношение сил складывалось 1 к 5 в пользу федеральной армии.

### Первый кавалерийский бой у Тодд-Таверн
С утра 5 мая генерал Шеридан задумывал атаковать кавалерию Стюарта у Фредериксберга силами кавалерийских дивизий Грегга и Торберта. Грегг первый вышел к Чанселорсвиллу, а Торберта задержали плохие дороги. Только в полдень Торберт прибыл к Чанселорсвиллу, где сдал командование Уэсли Мерриту, а сам отправился в полевой госпиталь. К этому времени Стюарт уже ушёл от Фредериксберга и Шеридан отменил атаку. В это самое время Мида начало беспокоить положение дивизии Уилсона, от которой давно не поступало донесений. По его распоряжению Шеридан отправил Грегга на поиски дивизии Уилсона, и тот прибыл к Тодд-Таверн, откуда он мог одновременно прикрывать фланг армии.
Между тем Уилсон попал в трудное положение: с севера он был отрезан корпусом Хилла, наступающим по Оринж-Пленк-Роуд, а с юга кавалерией Россера, наступающей по Катарпин-Роуд. Уилсон нашёл небольшую лесную тропу, по которой его дивизия едва успела прорваться на восток, к перекрёстку у Тодд-Таверн. В 14:00 к перекрёстку прибыл Грегг и вскоре стал свидетелем беспорядочного отступления дивизии Уилсона. Чтобы помочь Уилсону, Грегг отправил два кавалерийских полка на запад по Катарпин-Роуд. В двух милях от Тодд-Таверн, в том месте, где дорога спускалась в низину реки По, они встретили Россера. 1-й Нью-Джерсийский кавалерийский полк бросился в атаку и отбросил южан. Те отошли, перестроились и атаковали в ответ, оттеснив нью-джерсийцев. Сражение тянулось до темноты. Каждая сторона считала себя победителем. Южане решили, что бригада Россера разбила целую федеральную дивизию и была остановлена только появлением второй дивизии. Уилсон потом писал, что попал под атаку превосходящих сил противника, но выполнил все поставленные задачи. На самом же деле Уилсон провалил свою миссию: он не только не сумел обеспечить охранение колонны Мида, но и не смог удержать Катарпин-Роуд, и теперь корпус Лонгстрита при желании мог воспользоваться ею и выйти во фланг федеральной армии.

### Вечерний бой на Оринж-Пленк-Роуд
К концу дня положение на участке корпуса Хилла стало особенно тревожным. Силы дивизии Хета были на исходе, он бросил в бой свой последний резерв — бригаду Киркланда, распределив её полки по особенно опасным участкам. Без подкреплений дивизия Хета была обречена на разгром, поэтому Ли пошёл на риск и решил вернуть на дорогу дивизию Уилкокса. Это образовало бы разрыв между частями Хилла и Юэлла, но безопасность флангов Хета была важнее. Ли приказал Уилкоксу отправить на помощь Хету две ближайшие бригады (Макгоуэна и Скейлса) и затем приходить с остальными двумя бригадами. К моменту прибытия Макгоуэна и Скейлса дивизия Хета сократилась до тонкой цепочки пехотинцев, растянутых на километр к северу и югу от дороги. Уилкокс встретил Хета и обсудил с ним ситуацию. Хет сказал, что его бригады отбили несколько атак противника и имеет смысл атаковать в свою очередь. Уилкокс согласился.
Две бригады Уилкокса пошли в атаку: бригада Макгоуэна наступала прямо по дороге, так что три полка шли с северной стороны и два с южной. Левее пошла в бой бригада Скейлса. Было 17:30. Обе бригады скоро столкнулись с упорным сопротивлением федеральных частей и вскоре потеряли связь друг с другом, так что их фланги оказались открыты. Два правых полка Макгоуэна приостановились первыми. Три левых наступали успешнее и опрокинули первую линию федеральной армии, но удержать эту позицию шансов не было, и они стали отходить. На правом фланге бригада Скейлса несколько раз атаковала федералов, но её сил было недостаточно. К 18:00 к позициям Скейлса и Уокера уже выходила дивизия Барлоу, а перед позициями Макгоуэна и Кука группировалась дивизия Гиббона. Корпус Хэнкока был близок к победе, но в штабе корпуса на пересечении Брок-Роуд и Пленк-Роуд этого не осознавали. В 17:50 Лиман сообщил Миду, что корпус едва держит позицию, что Хэнкок едва ли сможет наступать и ему необходимы подкрепления. К этому времени Грант сам решил отправить на помощь Хэнкоку дополнительные силы, но не передавать их Хэнкоку, а атаковать с севера в направлении на левый, открытый, фланг Хилла. Для этой цели была выделена дивизия Робинсона, которую возглавил Уодсворт. Уодсворту хотелось реабилитироваться за неудачу утреннего сражения. Уодсворт выступил около 18:00 и был замечен Уилкоксом, который находился в тот момент у фермы Чевинга.
В 18:30 на помощь Хету пришли бригады Томаса и Лэйна. Бригада Томаса была сразу же направлена на замену измотанной бригады Стоуна. Люди Стоуна к этому времени едва держались на ногах. Рядовой 55-го Северокаролинского позже писал, что в его полку было убито 34 человека и ранено 167, а перед их позициями с утра насчитали 157 тел федеральных солдат. Бригада Лэйна отправилась на южный фланг, на который уже наступала дивизия Барлоу. Лэйн сразу же попал в трудное положение: противник обнаружился на господствующей с фронта высоте, а также выходил ему во фланг, так что Лэйну пришлось развернуть на юг 18-й Северокаролинский полк. В этот же момент Макгоуэн получил приказ на отход, что открыло левый фланг Лэйна. Наступающая темнота порождала неразбериху: 66-й Нью-Йоркский вышел к позициям 7-го Северокаролинского полка и был принят северокаролинцами за своих. 7-й полк попал под обстрел с близкой дистанции и был отброшен, его командир попал в плен. Лэйн был вынужден отступать, при этом в темноте был забыт 28-й Северокаролинский полк. Полк сумел захватить участок обороны противника, собрать патроны и продержаться до темноты, после чего отошёл к своим.
Солнце уже заходило, когда с севера, во фланг Томасу, стала выдвигаться дивизия Уодсворта. У Хилла не оставалось резерва, кроме 5-го Алабамского батальона, численностью около 150 человек. К этому времени дивизия Уодсворта уже столкнулась с пикетами южан, стрельба которых расстроила бригаду Роя Стоуна, при этом сам Стоун получил травму и выбыл из строя до конца кампании. Попав под атаку алабамского батальона, дивизия Уодсворта остановилась. Наступила ночь, и бой затих. Участники вспоминали, что этот бой был необычайно ожесточённым. Обычно столкновение пехотных частей длятся недолго, здесь же бой шёл около трёх часов. Звуки боя были странны и непривычны для участников, которые привыкли к грохоту орудий, в то время как в этом столкновении артиллерия практически не применялась.

### Итоги дня
Некоторые современники и историки полагают, что в тот день Ли мог победить Гранта, но упустил эту возможность. Зная, что Грант собирается обойти его правый фланг, он оставил корпус Лонгстрита за своим левым флангом, и тот не смог участвовать в боях 5 мая. Генерал Александер писал, что в тот день армия Гранта была разбросана по дорогам, не могла использовать артиллерию и не имела времени на возведение укреплений. Если бы Ли атаковал его всеми тремя корпусами, то он имел хорошие шансы разбить Гранта в самом начале кампании.

### Планы на 6 мая
Когда наступила ночь и бой затих, Грант собрал адъютантов за столом у себя в штабе. Он выслушал донесения о ситуации на различных участках поля боя, после чего поставил своё кресло у костра, где вскоре к нему присоединился генерал Мид. Грант заметил, что он ещё не ввёл в бой корпус Бернсайда, а Ли не задействовал корпус Лонгстрита, так что пока сражение было лишь пробой сил. Он был вполне удовлетворён результатами сражения и не имел никаких претензий к Потомакской армии. Когда совещание перешло к планам на следующий день, Грант сказал, что более не будет разрозненных атак. 6 мая все четыре корпуса (Уоррена, Седжвика, Бернсайда и Хэнкока) будут наступать одновременно. По плану Гранта с утра Уоррен и Седжвик должны снова атаковать позиции Юэлла, чтобы связать его боем. Главный удар должен наносить Хэнкок: в 04:30 его корпус, усиленный дивизией Гетти, должен атаковать Хилла, при этом оставив одну дивизию для прикрытия южного фланга. Дивизия Уодсворта должна атаковать Хилла в левый фланг. Для закрепления успеха две дивизии корпуса Бернсайда должны пройти в разрыв между корпусами Хилла и Юэлла и также атаковать Хилла, присоединившись к атаке Уодсворта. Грант надеялся полностью реализовать своё преимущество в живой силе.
После совещания Мид составил приказы на следующий день и разослал их своим корпусным командирам. Грант в это время составил подробную инструкцию для Бернсайда, который подчинялся ему напрямую. В 22:00 Мид встретился со своими корпусными командирами и Бернсайдом и в устной форме обсудил с ними план атаки. Выслушав приказы, Бернсайд уверенно сказал: «Ну что ж, мы свернём лагерь в половине второго!» и покинул совещание. Когда он удалился, майор Джеймс Дуэйн, главный инженер Потомакской армии, произнёс: «Он не успеет — я хорошо его знаю». Легендарная медлительность Бернсайда была хорошо известна, и генералы предложили Миду перенести атаку на 06:00, чтобы дать Бернсайду больше времени. Мид запросил у Гранта разрешения. Грант разрешил перенести атаку только на полчаса и начать в 05:00, опасаясь, что иначе противник перехватит инициативу.
Между тем Ли решил полностью поменять свои планы. Первоначально он задумывал вывести корпус Лонгстрита во фланг федеральной армии по Катарпин-Роуд, но критическое положение дивизии Хета заставило командующего переориентировать корпус и отправить его на усиление Хета на Пленк-Роуд. Ли отправил к Лонгстриту своего адъютанта Венейбла, который обнаружил генерала в 10 милях от поля боя, у Ричардс-Шоп. Две дивизии Лонстрита уже совершили два марша по 16 миль, и не все части ещё прибыли в лагерь. Венейбл передал Лонгстриту новый приказ генерала Ли, но, вероятно, недостаточно чётко объяснил всю важность своевременного прибытия. По этой причине Лонгстрит решил дать людям немного отдохнуть и выступить в 01:00. Когда Венейбл вернулся в штаб и сообщил генералу Ли об этом разговоре, тот высказал опасения, что Лонгстрит может не понять, насколько важен его своевременный приход. Стюарт обещал поторопить как минимум дивизию Филда и отправил с этим поручением своего начальника штаба, Генри Макклеллана. Макклеллан нашёл генерала Филда и передал ему, что Ли требует немедленно начать марш. Филд ответил, что у него приказ корпусного командира — выступить в час ночи, и он не может его нарушать.
Полагая, что Лонгстрит успеет прийти до восхода, Ли решил разместить его корпус на Пленк-Роуд, а дивизии Хета сместить левее, чтобы закрыть брешь между корпусами. Юэлл тоже получил от Ли приказы на 6 мая, но их содержание ныне утрачено. Предположительно, Юэллу было приказано атаковать противника в 04:30, чтобы не позволить Уоррену и Седжвику перебрасывать части на помощь Хэнкоку. Положение Юэлла было надёжным; он легко отбил несколько атак, и его люди продолжали укреплять свою позицию.
В отличие от корпуса Юэлла, корпус Хилла находился на плохой позиции и без укреплённой линии. После долгого боя части корпуса были раздроблены на отдельные фрагменты; люди прятались за брёвнами и скалами, части Уилкокса смешались с частями Хета, единого фронта не было. В таком положении у корпуса не было шанса выдержать атаку федеральных войск. Хет и Уилкокс явились в штаб Хилла на поле вдовы Таппа и попросили командира что-то сделать, но Хилл велел оставить людей как есть и ждать подхода корпуса Лонгстрита. В 21:00 Уилкокс явился в штаб Ли, но и командующий сказал ему, что Лонгстрит подойдёт до рассвета и сменит людей Хилла на позиции. Через час (22:00) Ли получил известие, что Лонгстрит начнёт марш только в 01:00 и успеет подойти лишь к рассвету. Ли отправил к Лонгстриту курьера с просьбой поторопиться, но тот в ответ обещал быть к рассвету.
Уилкокс и Хет не удовлетворились этими объяснениями и продолжали беспокоить Хилла. Хилл и сам начал тревожиться и в полночь отправился в штаб Ли, где тоже получил приказ ждать Лонгстрита. Тревога не покидала офицеров: «я бродил по дороге всю ночь, — вспоминал Хет, — полночь, два, три часа ночи, и вот половина четвёртого, и всё никаких подкреплений». В это время, в час ночи, корпус Лонгстрита выступил из Ричардс-Шоп. Впереди шла дивизия Кершоу, за ней дивизия Филда, и в арьергарде артиллерия Александера. Дорога, по которой шёл корпус, уже заросла кустарником, и по обеим её сторонам колёса повозок проложили колеи. Корпус шёл в полной темноте, застревая в кустарнике и сбиваясь с пути. Когда курьер от Ли (Кэтлетт Тальяферро) явился в очередной раз, Лонгстрит тем не менее снова пообещал прибыть до рассвета. В 04:00 начало светать, и Генри Хет в нетерпении сам отправился на встречу с Лонгстритом. Он проскакал по дороге две или три мили, но никого не встретил. «Удивительно, — писал Гордон Реа, — но Ли решил поставить всё на Лонгстрита, а Лонгстрит не пришёл. На этот раз, похоже, удача подвела генерала Ли».

### 6 мая. Атака корпуса Хэнкока
Лонгстрит появился на поле вдовы Таппа около 05:00. Он встретил полковника Палмера (начальника штаба корпуса Хилла), который сказал ему: «Мы ожидаем атаки в любой момент, и мы совсем к ней не готовы». Лонгстрит начал отвечать: «Мои части не со мной, я уехал вперёд…», и его слова были заглушены звуком мушкетного залпа — началась атака федеральной армии.
Незадолго до 05:00 прозвучал сигнальный залп, и Потомакская армия начала наступление двумя колоннами. Корпус Хэнкока, усиленный дивизией Гетти, двинулся строго по дороге на запад, а дивизия Уодсворта начала наступать на левый фланг Хилла, двигаясь на соединение с Хэнкоком. Первым попал под удар правый фланг Хилла (бригада Скейлса), а затем центр и левый фланг. Южане стали отходить практически сразу. Некоторые части упорно отстреливались, а другие сделали лишь несколько залпов и сразу отошли. Северяне застали бригаду Скейлса врасплох и не дали ей времени на организацию обороны. Оказавшись практически в окружении, Скейлс приказал отступать, но отступление сразу превратилось в бегство. За Скейлсом стояла бригада Лэйна, которая ещё вечером израсходовала боеприпасы. Попав под удар с фронта и фланга, она сразу начала отходить. 33-й Северокаролинский отчаянно сопротивлялся, а 37-й Северокаролинский отступил без выстрела. Отход бригад Скейлса и Лэйна расстроил ряды бригады Уокера, а затем и джорджианскую бригаду Томаса. Генерал Лэйн потом утверждал, что в катастрофе было виновато командование, которое не распорядилось возвести укреплённую линию.
Отступление всего правого фланга поставило в безвыходное положение левый фланг — бригаду Макгоуэна. Она была атакована с фронта и правого фланга. Бригада отошла без паники и спешки. Южнокаролинцы отступили, понимая бессмысленность держаться на этой позиции. За Макгоуэном стояла бригада Киркланда, которая ещё не успела построиться в боевую линию, когда была атакована с фланга дивизией Уодсворта, и стала отходить. Участники событий вспоминали, что бригада отошла без единого выстрела. Только бригаде Стоуна удалось удержаться. Бригада Кука, которая успела возвести укрепления и установить орудия, сумела нанести ощутимый урон наступающей федеральной бригаде Райса, но она одна не могла удержать всю федеральную дивизию.
В 05:30 Лиман встретил в штабе корпуса радостного Хэнкока. «Мы гоним их великолепно! — воскликнул он, — скажите Миду, что мы гоним их просто великолепно. Бирни наступает и гонит их ве-ли-ко-леп-но!». Мид передал его слова Миду, а потом вернулся с сообщением, что Бернсайд ещё не вышел на позицию для атаки. «Я знал это, — воскликнул Хэнкок, — это именно то, что я ожидал. Если он сможет атаковать прямо сейчас, мы разобьём Хилла на куски!». Между тем его атака постепенно выдыхалась. Полки расстроили ряды, у некоторых кончились боеприпасы, некоторые офицеры потеряли свои подразделения в густых зарослях. Дивизия Уодсворта, наступая, смешалась с частями Хэнкока, создав давку и путаницу. Генерал Бирни был вынужден остановить наступление, чтобы выровнять ряды.
В это время корпус Хилла в беспорядке отступал на запад по Оринж-Пленк-Роуд, через поле Таппа, где находился Ли и Хилл. Дорога представляла собой «зрелище полнейшего и, похоже, неисправимого беспорядка, такого, какого мы прежде не видели в армии Ли». Самообладание генерала Ли было поколеблено, он был возбуждён, раздражён и весьма резко обращался к бегущим. Заметив в толпе генерала Макгоуэна, он спросил «Боже мой! Генерал Макгоуэн, неужели это ваша великолепная бригада бежит тут, как стадо гусей?». Макгован ответил: «Генерал, мои люди не разбиты. Им нужно только место, чтобы построиться, и они будут сражаться хорошо, как всегда». Между тем северяне — бригада Элайджи Уокера — вышли на поле Таппа. Здесь стояли 12 орудия батареи полковника Поуга, которые открыли по наступающим огонь. Северяне остановились на краю поля, но продолжили наступать по краям, постепенно окружая батарею. «Артиллеристы работали со сверхчеловеческой энергией, — писал впоследствии Дженнингс Уайз, — этот небольшой случай принёс маленькому полковнику больше славы, чем иной солдат получает за всю свою жизнь». Сам генерал Хилл спешился и помогал управлять орудиями. Всё происходящее выглядело как разгром, и в это время, около 06:00, на поле Таппа появилась первая колонна корпуса Лонгстрита.

### Контратака Лонгстрита
Корпус Лонгстрита шёл по Оринж-Пленк-Роуд со стороны Паркерс-Стор, двумя колоннами: дивизия Чарльза Филда по левой стороне дороги, а дивизия Джозефа Кершоу по правой. Они шли идеальным строем, сомкнутыми рядами, без отстающих, прямо сквозь толпы отступающих, и одному очевидцу они напомнили реку, которая при впадении в море идёт мощным потоком среди волн. «Это было великолепно, — вспоминал Венейбл, который встретил колонну за полмили до поля Таппа, — даже сейчас, много лет спустя, моё сердце бьётся сильнее, когда я вспоминаю об этом». Венейбл также обратил внимание на невозмутимое спокойствие Лонгстрита, которым тот всегда отличался в критические моменты боя. Другой очевидец вспоминал, что Лонгстрит никогда не выглядел так впечатляюще, как в тот момент.
Кершоу первым начал разворачиваться с южной стороны дороги. Филд начал разворачивать бригаду также с южной стороны, но сразу пришёл приказ сместиться на северную сторону. Времени на построение было совсем мало, и Филду было приказано «наступать любым фронтом, каким получится». Он приказал техасской бригаде Грегга развернуться в линию перпендикулярно дороге, сразу за орудиями Поуга. За ним второй линией встала джорджианская бригада Беннинга, затем алабамская бригада под командованием Перри (бывшая бригада Лоу). Бригада Дженкинса осталась позади в резерве. Небольшая возвышенность, на которой стояли орудия, скрывала дивизию Филда от глаз федералов.
Бригада Грегга прошла через позицию батареи Поуга, где их встретил генерал Ли. Он не знал Грегга, который ранее служил на западе, поэтому подъехал к нему и спросил: «Генерал, что это за бригада?». «Это техасская бригада», ответил Грегг. «Рад видеть, — ответил Ли, — когда начнёте, я хочу, чтобы вы поработали штыками. Эти люди будут сражаться на этой позиции весь день, если вы их не атакуете». И потом добавил: «Техасская бригада всегда гнала противника, и я хочу, чтобы она сделала это снова. И скажите им, генерал, что они будут сражаться под моим наблюдением — я буду следить за ними. Я хочу, чтобы все знали — я здесь с ними». В возбуждении Ли снял шляпу с головы, взмахнул ею и воскликнул: «Техасцы всегда побеждают!»(Texans always move them!).
Техасская бригада начала наступать, а Ли пришпорил коня и отправился вместе с ними. Техасцы поняли, что он хочет сам участвовать в атаке и стали кричать «Вернитесь, генерал Ли! Вернитесь!» (По другой версии: «Генерал Ли, в тыл!» — General Lee To The Rear!). Но он не послушался, и тогда бригада остановилась и техасцы сказали, что не пойдут, пока он не вернётся. Один из участников сражения потом рассказывал, что пять или шесть человек пытались удержать генерала, но он стряхнул их и двинулся вперёд. Только Грегг сумел отговорить его отойти назад, и в это время появился Лонгстрит и обменялся с Ли парой слов относительно ситуации. Венейбл сообщил Лонгстриту, что Ли пытается идти в атаку вместе с бригадой и этого надо как-то избежать. Лонгстрит убедил Ли, что тому лучше отступить в безопасное место, и Ли подчинился. Лонгстрит приказал готовиться к атаке, а людям Хилла отдал приказ строиться во вторую линию позади его корпуса.
План Лонгстрита состоял в том, чтобы построить корпус в две колонны по обеим сторонам Оринж-Пленк-Роуд и атаковать одновременно обеими колоннами, пробив центр позиций противника и разрезав их надвое. Главной трудностью было построить корпус в густых зарослях. Моксли Соррел потом писал, что это построение, в густом лесу, под огнём противника, среди бегущих солдат Третьего корпуса, было, вероятно, величайшим достижением за всю историю корпуса. Первой пошла в атаку техасская бригада Грегга. Она попала под огонь снайперов, отбросила их, перешла поле вдовы Таппа, попала под огонь пехоты, но не остановилась, а бросилась в атаку и опрокинула первую линию федеральной армии. За первой стояла вторая линия. Техасцы попали под огонь с трёх сторон, но вступили в перестрелку с противником на дистанции 20 метров, затем снова бросились в атаку и стали теснить вторую линию федеральной армии. К этому моменту из 800 человек бригады в строю осталось не более 250. Тогда в бой вступила бригада Беннинга, которая сразу попала под плотный обстрел, и сам Беннинг получил ранение. Но позади, прямо на глазах генерала Ли, уже строилась алабамская бригада Перри. Она пошла в бой вслед за первыми бригадами, при этом Перри пришлось разделить её на два крыла: 15-й, 44-й и 48-й Алабамские атаковали позиции дивизии Уодсворта, а 4-й и 47-й атаковали прямо по линии дороги.
Левое крыло Перри атаковало противника, быстро отбросило его, но при этом алабамцы попали под огонь с левого фланга. Заметив части федеральной армии слева в лесу, Перри приказал полковнику Оатсу развернуть свой 15-й Алабамский влево и атаковать противника. Сам Перри потом называл этот манёвр Оатса самым великолепным манёвром, что он видел на поле боя. Ветераны Оатса атаковали необстрелянный 15-й Нью-Йоркский тяжелоартиллерийский полк и легко обратили его в бегство, потеряв всего 2 человек убитыми и 11 ранеными. Остальные полки левого крыла попали в тяжёлое положение, вступив в перестрелку со всей дивизией Уодсворта, но полк Оатса, разобравшись с ньюйоркцами, вышел на высоту, с которой открыл огонь по флангу федеральной дивизии. Перри сообщил генералу Ли, что у него достаточно боеприпасов, собранных на поле боя, и он может продолжать бой, но беспокоится за свои фланги.
В это время правое крыло Перри атаковало бригаду Бакстера на дороге и оттеснило её, при этом ранив самого Бакстера. Чтобы спасти дивизию Уодсворта, командование федеральных войск перебросило ему бригады Эстиса и Фрэнка Уитона. 37-й Массачусетский полк бригады Эстиса по недоразумению пошёл в бой один и был быстро обойдён с фланга и отброшен. Но всё же прибытие свежих бригад изменило положение в пользу федералов. Южане отступили немного, навели порядок в рядах и атаковали снова. Атака была успешной, но атакующих стало совсем мало, и алабамцы снова отошли. Потери в дивизии Филда были велики, но дивизия Уодсворта была практически выведена из строя. Она начала беспорядочное отступление.
Одновременно с дивизией Филда начала наступление дивизия Джозефа Кершоу. Первой шла южнокаролинская бригада Хэнагана, линия которой сразу была нарушена отступающими частями Хета и Уилкокса. За Хэнаганом шла миссисипская бригада Хэмфриса. Атака этих бригад застала федералов врасплох. Передовые федеральные линии дрогнули, и порядки их начали рушиться. У федеральных военных уже заканчивались патроны, их строй был нарушен наступлением через заросли, так что многие офицеры потеряли свои подразделения. Дивизии Бирни и Мотта начали отступать. Во второй линии шла дивизия Гетти, но две её бригады уже были переброшены на правый фланг, поэтому атака Кершоу пришлась на одну только вермонтскую бригаду Льюиса Гранта. Гетти был почти сразу же ранен в плечо и сдал командование Фрэнку Уитону. Вермонтская бригада оказалась на удобной позиции и успела занять укрепления, наспех возведённые ночью корпусом Хилла. На помощь ей пришли бригады Оуэна и Кэрролла, но они были слишком дезорганизованы. Кершоу, между тем, ввёл в бой третью бригаду — Гуди Брайана. Все три его бригады теперь выстроились в одну линию и состыковались флангом с дивизией Филда. Гордон Реа писал, что атака Кершоу была так же впечатляюща, как и атака Филда, особенно с учётом того, что среди командиров не было профессиональных военных: Кершоу и Хэнаган были юристами, а Хэмфрис и Брайан — плантаторами.
Было 08:00, и к полю вдовы Таппа пришла дивизия Андерсона. Ли передал её в распоряжение Лонгстрита, а тот оставил её в резерве. К этому моменту контратака Лонгстрита уже выдыхалась. Но у Лонгстрита были основания для гордости: за два часа ему удалось полностью изменить ситуацию на поле боя. Он сумел остановить противника, оттеснить его и сформировать новую линию фронта в нескольких сотнях метров восточнее поля вдовы Таппа.

### Атака Уоррена и Седжвика
По плану Гранта одновременно с атакой Хэнкока должна была начаться атака корпусов Уоррена и Седжвика. Корпус Уоррена стоял поперёк дороги Оринж-Тенпайк. Дивизия Гриффина занимала восточный край поля Сандерса, левее стояла дивизия Кроуфорда, а левее Кроуфорда находилось пустое пространство, куда предполагалось ввести корпус Бернсайда. Правее корпуса Уоррена стояли дивизии корпуса Седжвика. Седжвик получил приказ начать атаку в 05:00, но южане опередили его; в 04:45 они бросились в ожесточённую атаку на его линию. Этой атакой генерал Юэлл рассчитывал прощупать оборону противника, чтобы уже полноценно атаковать слабый участок. Федералы легко отбили эту атаку и перешли в контратаку, но и им не удалось перейти нейтральную полосу. Отдельные попытки атаковать через болотистые заросли под огнём артиллерии противника приводили только к дополнительным жертвам.
Корпус Уоррена между тем без энтузиазма ждал начала атаки, но так как Седжвик на своём участке не добился какого-либо результата, Уоррен тоже не решался вводить в бой свой корпус. Он сообщил в штаб, что противник хорошо укрепил свою линию, так что его корпус пойдёт в бой только тогда, когда Седжвик уже полностью втянется в бой. Это решение не одобрили в штабе армии; атака Хэнкока уже успешно развивалась и надо было предотвратить переброску подкреплений с участка Юэлла. В 06:00 Уоррену приказали как минимум выслать вперёд стрелковую цепь. Уоррен выполнил этот приказ, но сообщил, что отложит атаку до завершения всех приготовлений. В 07:15 Уоррену пришло сообщение о появлении корпуса Лонгстрита и на этот раз штаб потребовал решительного наступления. Но Уоррен колебался. По рапортам подчинённых он понял, что укрепления противника практически неприступны. Уоррен был противником фронтальных атак в принципе. 5 мая он уже отступил от этих принципов под нажимом Мида, и последствия были печальны. На этот раз он решил не уступать.
Седжвик также получил категорический приказ наступать и выслал вперёд бригаду Сеймура. Она атаковала позиции бригады Пеграма пятью волнами, но все они были отбиты с тяжёлыми потерями. Рядовые бригады Пеграма вспоминали, что израсходовали в этом бою до 80 патронов на человека. Результаты атаки Сеймура убедили Мида в том, что продолжать наступление на этом участке фронта бессмысленно. Бои прекратились, и до конца дня на этом участке поля боя установилось затишье.

### Наступление Бернсайда
В ночь на 6 мая IX корпус Бернсайда стоял на дороге Германна-Пленк-Роуд в 10 километрах от Уайлдернесс-Таверн, около плантации Спотсвуд. По плану Гранта от Бернсайда требовалось начать марш около 02:00, выйти к таверне к 04:00 и подключиться к общей атаке Потомакской армии. Уоррен передал Бернсайду в качестве проводника своего адъютанта, Вашингтона Роблинга. Бернсайд начал марш около часа ночи, но почти сразу встретил неожиданное препятствие: его путь проходил по тылам VI корпуса, и дорога оказалась забита орудиями и повозками. В 04:00 встревоженный Мид отправил офицера на поиски Бернсайда. Офицер вернулся с известием, что вся дорога забита орудиями, и спросил, не прикажет ли Мид их убрать. Мид отказался, ссылаясь на то, что корпус Бернсайда не относится к подчинённым ему корпусам. Только в 05:00 авангарды IX корпуса вышли к Уайлдернесс-Таверн. К этому времени сражение уже началось на всех участках, а корпус ещё не вышел на позицию для наступления.
Вскоре пришли сообщения о контратаке Лонгстрита, и Грант решил оставить в тылу одну из дивизий Бернсайда в качестве резерва. Бернсайд оставил дивизию Стивенсона и продолжил марш только с дивизиями Эндрю Портера и Орландо Уилкокса. В 06:30 его колонна выступила в сторону фермы Чевинга, но вскоре ей было приказано остановиться. Бернсайд решил, что его люди слишком устали от двухдневного марша, и именно теперь стоит сделать остановку, сварить кофе и приготовить завтрак. В 07:30 марш возобновился. Генерал Юэлл уже заметил выдвижение Бернсайда и отправил на перехват бригаду Стивена Рамсера. Завязалась перестрелка. Бернсайд по непонятным причинам испытывал колебания и не решался на атаку, а на помощь Рамсеру в это время подошла бригада корпуса Хилла. Бернсайд устроил совещание со своим адъютантом Джоном Парком, Роблингом, и старшим адъютантом Гранта, Комстоком. Все сошлись во мнении, что противник занимает сильную позицию у фермы Чевинга, и никому не нравилась идея брать высоту прямой атакой. Между тем командование федеральной армии ещё не знало о задержке Бернсайда, и в 08:00 Хэнкоку сообщили, что две дивизии IX корпуса идут ему на помощь.
Только в 09:00 в штабе Гранта узнали о ситуации у фермы Чевинга. Грант решил поменять план и направить Бернсайда не в разрыв между частями армии противника, а строго на юг, на соединение с правым флангом Хэнкока. Чтобы выполнить этот приказ, Бернсайду надо было пройти примерно милю густых зарослей. Он оставил одну бригаду Уилкокса у фермы Чевинга, а дивизию Портера, усиленную бригадой Хартранфа, отправил на юг. Корпус углубился в заросли и практически пропал в них. В полдень Грант потерял терпение и категорически потребовал от Бернсайда наступать со всей решительностью и выйти на дорогу Оринж-Пленк-Роуд как можно быстрее. Но Бернсайд не смог выполнить этот приказ. Гордон Реа писал, что в тот день Бернсайд действовал не хуже, чем любой другой генерал федеральной армии в условиях Глуши. Уоррен за пять часов не смог построить свои две дивизии в боевую линию, Райту потребовались часы на преодоление короткой тропы, а Уодсворт только ценой чрезвычайных усилий пробился на фланг корпуса Хилла. У Бернсайда не было ни карт, ни проводников. Его задержка сорвала наступательные планы Гранта, но лично Бернсайд был виноват в этом лишь отчасти.

### Второй кавалерийский бой у Тодд-Таверн
В ночь на 6 мая кавалерийские дивизии Шеридана прикрывали фланги и тылы федеральной армии. Дивизия Грегга стояла у Тодд-Таверн, дивизия Торберта около Чанселорсвилла, а дивизия Уильсона отдыхала в самом Чанселорсвилле. В два часа ночи бригаде Кастера было приказано прикрыть левый фланг корпуса Хэнкока. Бригада пошла по Кэтрин-Фэрнанс Роуд (по которой в 1863 году Джексон начинал свой марш в тыл Потомакской армии) и вышла на Брок-Роуд, заняв позицию вдоль Брок-Роуд и примкнув правым флангом к пехотной линии II корпуса. Перед их позицией находилось открытое поле. В 08:00 федеральное командование решило, что третья дивизия Лонгстрита скрытно движется в обход правого фланга армии, и приказала Шеридану атаковать его. Шеридан передал приказ Кастеру. Кастер оказался в сложном положении, поскольку точно знал, что никаких дивизий Лонгстрита в окрестностях нет. Пока он обдумывал этот приказ, бригада Россера атаковала его бригаду с фронта.
Сам Кастер находился при передовых пикетах и едва успел уйти. Его бригада бросилась в атаку, и две бригады столкнулись на поле. Не сумев прорвать центр позиции войск Союза, Россер послал отряд в обход во фланг противника. Кастер сместил на фланг 6-й Мичиганский кавполк. Полк попал в тяжёлое положение, но на помощь пришла кавалерийская бригада Томаса Дэвина. Люди Россера отошли. Кастер перешёл в наступление и ввёл в бой батарею, в ответ Россер развернул своё орудие. Бой длился до полудня и постепенно затих. Кастер счёл, что сражение окончилось его победой. Южане тоже считали исход боя удачным: им удалось связать боем две трети кавалерийских сил противника. Это сражение имело и ещё один побочный эффект: ружейная и орудийная стрельба на этом участке утвердила Хэнкока во мнении, что дивизия Лонгстрита приближается. Для прикрытия фланга Хэнкок в 09:15 отправил туда бригаду Эстиса и ещё несколько полков, которые в результате не участвовали в боях на Оринж-Пленк-Роуд.

### Атака Лонгстрита
Незадолго до войны в Глуши начали прокладывать железную дорогу Фредериксберг - Оринж-Кортхауз. Война помешала строительству, так что мосты не были наведены и рельсы не проложены. Просека дороги проходила немного южнее дороги Ориндж-Пленк-Роуд, мимо левого фланга Хэнкока и правого фланга Лонгстрита, и представляла собой удобный путь через лесные заросли. Если бы Хэнкок знал об этой дороге, он мог был отправить целую дивизию во фланг противнику и тем самым вырвать инициативу. Дорога не была обозначена на федеральных картах, но корпус Хэнкока переходил её в районе Брок-Роуд, и некоторые офицеры упоминали о ней в своих записях. Тем не менее, никто не догадался выяснить, куда она ведёт. Между тем после 08:00 генерал Ли снова начал искать способы начать наступление на корпус Хэнкока. Самым очевидным решением было обойти левый фланг II корпуса, и Лонгстриту было поручено найти подходящий путь. Лонгстрит плохо знал местность, так как пропустил и сражение при Чанселорсвилле и сражение при Майн-Ран, поэтому Ли передал в его распоряжение старшего инженера армии, генерал-майора Мартина Смита. С ним отправился Моксли Соррел. Изучив лес в предполагаемом месте атаки, Смит обнаружил незавершённую дорогу и смог пробраться по ней к флангу федерального корпуса. Более того, он обнаружил множество лощин, ведущих от дороги прямо в сторону федеральной армии. В 10:00 он доложил Лонгстриту об этой находке.
Это было как раз то, что Лонгстриту было нужно. Для участия в этой атаке были выбраны ещё не задействованные в бою части: бригады Андерсона, Уоффорда и Махоуна. Моксли Соррелу было поручено вывести бригады на позицию и руководить атакой. «Это был шанс, который редко выпадает штабному офицеру, — вспоминал Соррел, — и я быстро принялся за работу». Сформировав колонну, он повёл бригады на юг. По пути к ним присоединилась бригада Джона Стоуна. Выйдя к линии заброшенной дороги, колонна повернула на восток и прошла около километра до места, где дорога заворачивала к югу. Здесь Соррел построил бригады: Махоуна в центре, Андерсона справа, а Уоффорда слева. Бригада Стоуна, вероятно, осталась в резерве. Бригады строились плотной колонной, несколько шеренг в глубину.
На левом фланге построения Хэнкока стояла бригада Макаллистера из дивизии Мотта. Макаллистер, занимаясь рекогносцировкой, заметил южан на своём фланге и отправил сообщение об этом Мотту, но было поздно; Соррел скомандовал: «За мной, вирджинцы! Я поведу вас!», и его бригады пошли вперёд. Одновременно двинулась в наступление дивизия Кершоу. Колонны Соррела ударили прямо во фланг бригаде Макаллистера. Бригада начала разворачиваться фронтом влево и в этот момент попала под удар дивизии Кершоу и стала отступать. Продолжая наступление, фланговая колонна обратила в бегство 40-й Нью-Йоркский и 141-й Пенсильванский полки бригады Уорда, а затем и всю бригаду Кэррола. Командир 124-го Нью-Йоркского, полковник Уэйгант, попытался сформировать линию обороны но, по его словам, это было всё равно что пытаться остановить пушечное ядро крышкой от коробки с крекерами. «Полк рассыпался на части, — вспоминал Уэйгант, — и как будто ураган прошёл по федеральной линии, опрокидывая бригаду за бригадой, разбивая на части полк за полком, и вот уже двадцать тысяч ветеранов бежали, каждый сам по себе, в тыл через лес, залитый кровью». Разбитый 124-й бежал на север, к дороге Ориндж-Пленк-Роуд, где их встретил генерал Бирни. В этот момент почти прямо под лошадью генерала разорвался снаряд, но Бирни чудом уцелел. Атака Соррела оказалась успешной сверх ожиданий — всего за час он отбросил всё левое крыло Хэнкока на север за линию дороги.
Федеральными бригадами с северной стороны дороги в это время командовал Джеймс Уодсворт. Соррел наступал на него с юга, а дивизия Филда начала наступление с запада. Уодсворт приказал 56-му Пенсильванскому и 76-му Нью-Йоркскому полкам бригады Райса развернуться фронтом на юг вдоль дороги. Райс выполнил приказ, но его линия оказалась под огнём артиллерии, стоящей на поле Таппа, а затем его правый фланг попал под удар дивизии Филда. Полки стали отходить. Уодсворт нашёл 20-й Массачусетский полк, который занял выгодную оборонительную позицию, и приказал его командиру, Джорджу Мэйси, атаковать противника. Мэйси счёл приказ бессмысленным и отказался на том основании, что его полк относится к другому корпусу и Уодсворт не может им командовать. В ярости Уодсворт решил сам повести полк в атаку, достал шпагу и двинулся в сторону противника. Мэйси был вынужден отправить полк следом. «Это верная смерть, — заметил он, — Великий Боже, это человек выжил из ума».
Полк вышел из-за баррикад и двинулся вперёд. На их пути залёг 8-й Алабамский полк, командир которого приказал «не стрелять, пока не увидите белки их глаз». Подпустив противника совсем близко, алабамцы дали залп, оставаясь сами невидимыми в зарослях. Мэйси был ранен пулей в ногу. Лошадь Уодсворта взбесилась и бросилась в сторону алабамцев. Уодсворту удалось её развернуть, и в этот момент пуля попала ему в затылок. Адъютант снял его с коня, уложил на землю и успел уйти, воспользовавшись его лошадью.
Ко времени гибели Уодсворта линия федеральной армии уже перестала существовать, и её разбитые бригады в беспорядке отступали за Брок-Роуд. Генералу Уэббу удалось собрать несколько полков и некоторое время вести арьергардный бой, но долго продержаться он не мог. Когда противник начал обходить его с флангов, Уэбб приказал отступать.

### Ранение Лонгстрита
Когда бригады Лонгстрита атаковала федеральный фланг, бригада Уильяма Махоуна шла справа, а 12-й Вирджинский полк был правым крайним. В ходе наступления полк начал обходить участок горящего леса и в итоге сильно уклонился вправо от основных сил. Преследуя бегущего противника, полк прорвался к дороге Оринж-Пленк-Роуд и прошёл дальше за дорогу на расстояние примерно 50 метров. Там вирджинцы поняли, что опасно оторвались от своих, остановились, навели порядок в рядах и стали отходить назад к дороге.
Между тем бригады под командованием Соррела вышли на Оринж-Пленк-Роуд. Соррел отправился влево по дороге, чтобы доложить Лонгстриту результаты атаки и запросить подкреплений. Вскоре он встретил Лонгстрита, Ли и группу штабных офицеров. Лонгстрит как раз поздравлял офицеров с успешной атакой. В это время прибыл Мартин Смит, который доложил, что изучил продолжение просеки неоконченной железной дороги и выявил, что она позволяет ещё раз обойти фланг Хэнкока, повторить атаку и прорваться к Брок-Роуд. Обрадованный этой новостью, Лонгстрит поручил Мартину возглавить новую атакующую колонну и вывести её во фланг противнику. Для этой атаки была выделена бригада Уильяма Уоффорда, который сразу же отправился к просеке. Лонгстрит так же выбрал южнокаролинскую бригаду Мики Дженкинса и поручил ей атаковать противника с фронта, наступая прямо на восток по Пленк-Роуд. «Мы должны прорвать вражескую линию там, где Брок-Роуд пересекает шоссе, — сказал Дженкинс полковнику Коварду, — это место находится где-то вон там, как я думаю. … Скажите своим людям, что вся Южная Каролина смотрит за тем, как они выполняют свой долг перед ней».
Лонгстрит, Дженкинс и Кершоу отправились на восток к передней линии войск. Адъютант Лонгстрита, Эндрю Данн, заметил, что тот находится опасно на виду, впереди колонны. «Это моя работа» — ответил Лонгстрит. Именно в этот момент 12-й Вирджинский полк возвращался назад к дороге. Остальные полки бригады в это время подходили к дороге с юга. Сквозь густые заросли они заметили впереди отряды, идущие им навстречу. По одной из версий, они видели бригаду Дженкинса, которая была одета в тёмно-серую униформу, напоминающую по цвету синюю униформу федеральной армии. Вирджинцы дали залп. Южнокаролинцы Дженкинса начали отстреливаться. «Это свои!» — кричал Кершоу, пытаясь остановить стрельбу. В этот момент пуля попала Дженкинсу в голову, и он упал с лошади. Лонгстрит пытался остановить стрельбу, но в него попали две пули — одна в шею, вторая в правое плечо . Он повернул назад, пошатнулся в седле, и адъютанты спустили его на землю.
Очевидец вспоминал, что залп был дан слишком высоко и поэтому жертв было не так много, как могло бы быть. Кроме Лонгстрита и Дженкинса, ранения получили так же лейтенант Альфред Доби и курьер Маркус Баум. Оба ранения были смертельными.
Будучи ранен, захлёбываясь кровью, Лонгстрит пытался продолжать командование операцией. «Скажите генералу Филду принять командование, — сказал он, — и пусть идёт вперёд со всеми силами и захватит Брок-Роуд». Соррелу он приказал найти генерала Ли, доложить о результатах и настоять на продолжении уже начатого наступления. Он говорил, что всё готово к бою, успех несомненен и он уверен, что Грант будет отброшен за Рапидан. Вскоре санитарная повозка вывезла Лонгстрита в тыловой госпиталь, где хирурги определили, что его рана не смертельна. Ранение Дженкинса было более тяжёлым и он сразу потерял сознание. Командование бригадой перешло к Джону Браттону, командиру 6-го Южнокаролинского полка.
Ли оказался в сложном положении. Он должен был продолжать наступление, но знал лишь общую ситуацию на поле боя. Детали были известны только Лонгстриту. Требовалось выяснить положение каждого подразделения, подготовить его к атаке и вывести на нужные позиции, а между тем корпус Лонгстрита был полностью расстроен атакой. Проблема осложнилась тем, что подошла дивизия Ричарда Андерсона, который был старше по званию Филда и Кершоу и автоматически должен был принять командование корпусом. При этом Андерсон ничего не знал о положении корпуса и планах атаки.

### Вечерняя атака
Грант и Мид всё ещё надеялись перехватить инициативу и продолжить наступление на участке корпуса Хэнкока. В 15:00 Хэнкок получил приказ начать решительную атаку в 18:00. Он ответил, что его корпус расстроен боем и едва ли сможет эффективно атаковать, но он, Хэнкок, сделает всё возможное. Между тем генерал Ли сам надеялся атаковать Хэнкока и вырваться к Брок-Роуд. Основной проблемой было построить атакующие части. Только к 16:00 корпус Лонгстрита был готов к атаке. Дивизия Филда должна была наступать с северной стороны дороги, а дивизия Кершоу с южной. На этот раз не предполагалось фланговых атак. Как и при Геттисберге, Ли надеялся переломить ситуацию решительной фронтальной атакой.
В 16:15 южане пошли вперёд и отбросили пикетную цепь Хэнкока. Северяне вспоминали, что это была «самая свирепая атака из всех — недолгая, но ужасающая по мощи и сверхчеловеческому порыву». Плотный огонь федеральной линии остановил атакующих, и они втянулись в перестрелку на дистанции в 30 метров. На этот раз федеральные военные сражались в укреплениях и их потери были невелики. Атака южан была так же ослаблена зарослями, как и федеральные атаки до этого: изо всех бригад Кершоу к укреплениям вовремя прорвалась только бригада Уоффорда. Бой длился около получаса, когда лес на поле боя загорелся, ветер погнал огонь на федеральную линию, и скоро укрепления корпуса Хэнкока охватил огонь. Часть дивизии Мотта и бригада Уорда стали отходить. Бригада Дженкинса бросилась в брешь, первым шёл 5-й Южнокаролинский полк полковника Коварда, который первым поднялся на бруствер и установил там знамя полка. Наступающие сразу попали под огонь федеральной артиллерии, а затем на опасный участок была переброшена бригада Брука. Ковард запросил у своего бригадного командира (Браттона) подкреплений, но в это время стоявшая слева бригада Андерсона стала отходить. Ковард был вынужден отойти также.
Неожиданный прорыв конфедератов сильно обеспокоил командование армии северян. Узнав, что линия Хэнкока прорвана, Грант сказал, что он не верит в это, но распорядился передать Хэнкоку несколько бригад из корпуса Седжвика. Только в 17:30 Хэнкок доложил, что атака отбита. Он также сообщил, что растратил все боеприпасы, пополнить их быстро не получится и в этой ситуации атака, назначенная на 18:00 кажется ему невозможной. Мид был вынужден согласиться с его мнением и в 17:45 приказал отменить наступление.

### Атака Гордона
Ещё вечером 5 мая бригада Гордона была переведена на крайний левый фланг корпуса Юэлла. Гордон приказал разведчикам изучить позиции противника перед фронтом своей бригады, и к рассвету ему сообщили, что линия федеральной армии заканчивается перед позицией бригады Пеграма, а перед позициями Гордона никаких частей противника нет. Гордон отправил разведчиков уточнить эти данные, а в 06:00 лично отправился на рекогносцировку, которая подтвердила все полученные сообщения. Гордон сообщил о своём открытии генералу Юэллу и предложил немедленно атаковать. Юэлл склонялся к тому, чтобы дать согласие, но дивизионный генерал Эрли высказался категорически против. Он был уверен, что за позициями корпуса Седжвика стоит в резерве корпус Бернсайда. Гордон несколько раз повторял своё предложение и всякий раз получал отказ. Между тем на поле боя пришла бригада Роберта Джонстона и её направили так же на левый фланг корпуса.
Ближе к вечеру генерал Юэлл изменил своё решение и дал согласие на атаку. Согласно его рапорту, он пошёл на это после того, как сам изучил ситуацию на поле боя и счёл предложение Гордона разумным. Джубал Эрли в своих послевоенных мемуарах писал, что это он принял решение и уговорил Юэлла утвердить атаку Гордона. Сам Гордон в рапорте не упоминает обстоятельства принятия решения, но в воспоминаниях 1903 года пишет, что генерал Ли лично прибыл в расположение корпуса Юэлла, Гордон сам объяснил ему ситуацию и под влиянием его слов Ли заставил Юэлла отдать приказ на атаку. Так же излагаются события у Дугласа Фримана. Современные историки сомневаются в том, что разговор Гордона и Ли имел место, но допускают, что Юэлл дал согласие на атаку под нажимом генерала Ли.
Уже на закате Гордон вывел две бригады на поляну за флангом федерального корпуса и построил их фронтом на юг: свою бригаду на правом фланге и бригаду Джонстона на левом. Бригада Пеграма должна была атаковать с фронта. На фланге корпуса Седжвика стояла бригада Трумана Сеймура, усиленная полками бригады Шалера, а крайним в бригаде стоял 4-й Нью-Йоркский тяжелоартиллерийский полк, набранный из резервистов. Бригада Сеймура почти сразу обратилась в беспорядочное бегство. Рядовой 61-го Джорджианского полка вспоминал, что федеральные солдаты отдыхали и готовили еду, когда по ним открыли огонь, и они бросились в бегство, бросив ружья, одеяла, ранцы, ив сё, что при них было. Сопротивление оказала только бригада Нейла, которая стояла левее Сеймура. Нейл уже попал под атаку Пеграма с фронта, но сумел развернуть часть полков фронтом на север.
Седжвик, Сеймур и Шалер в момент начала атаки находились в штабе VI корпуса. Услышав шум, они бросились спасать положение. Седжвик оказался почти на передовой позиции и едва не был убит; Шалер пытался построить своих людей в боевую линию, но был окружён и попал в плен; Сеймур так же попал в плен, когда пытался выявить положение фронта противника. До штаба Потомакской армии дошли слухи, что генерал Седжвик попал в плен вместе с генералом Райтом. Так как Мид и Грант отсутствовали, то первые меры принял начальник штаба, Эндрю Хэмфрис, который бросил на опасный участок тыловых военных, артиллеристов и кое-какие резервные части. «Всё было охвачено паникой», вспоминал потом пленный южанин, который находился в тот момент около штаба федеральной армии. Именно в этот момент произошёл диалог, ставший знаменитым. Офицер штаба сказал Гранту: «Генерал Грант, эта проблему нельзя недооценивать. Я знаю методы Ли по своему опыту: он отправит всю свою армию между нами и рекой Рапидан и отрежет нас от коммуникаций». Грант перебил его: «О, я устал слушать о том, что собирается делать Ли. Кто-то из вас думает, что он вдруг сделает двойное сальто и окажется у нас в тылу или на всех флангах сразу. Идите к своей команде и постарайтесь придумать, что делать нам самим — вместо того, чтобы думать, что будет делать Ли».
Атака Гордона между тем начинала выдыхаться. Координировать наступление трёх бригад в густом лесу было невозможно. Бригада Джонстона сразу потеряла направление и начала наступать не на юг, а на восток. Когда Джонстон понял, что оторвался от основных сил, он вернул свою бригаду на исходную позицию. Джон Даниел, которому Эрли поручил координировать атаку, потерял контакт с Гордоном, а затем был ранен в ногу. В обстановке неразберихи Юэлл решил не вводить в бой луизианскую бригаду Гарри Хайса. Между тем на правый фланг прибыли полки бригады Морриса и полки бригады полковника Аптона. Корпус Седжвика устоял. Его правый фланг отступил, немного изменил конфигурацию, но удержал позицию. Гордон собрал часть своего отряда и попробовал прорвать эту новую позицию противника внезапной атакой, но был быстро отбит.

## Последствия
Вечером 6 мая, ещё до заката, Грант стал изучать карту и продумывать дальнейшие ходы. «Я не надеюсь на какой-то результат в этом лесу, — признался он адъютанту, — …я, конечно, могу загнать Ли обратно в укрепления, но не собираюсь штурмовать их; в таком бою на его стороне будут все преимущества». Грант твёрдо решил покинуть Глушь, где не видел шанса на победу. Южане на всех участках укрепляли свою линию, и штурмовать её через густые заросли было неразумно. Грант мог отступить за Рапидан или к Фредериксбергу, но он полагал, что отступление повредит боевому духу армии и создаст политические проблемы администрации Линкольна. Между тем, в 10 милях к югу находилось местечко Спотсильвейни, заняв которое Грант оказался бы между Ли и Ричмондом, а также между Ли и армией Батлера на реке Джеймс. Местность была открытая, удобная для боя, дороги позволяли снабжать армию из Фредериксберга.
7 мая в 06:30 Грант издал приказ о передислокации армии. Корпус Седжвика должен был отступить к Чанселорсвиллу, соединиться с корпусом Бернсайда и стоять в резерве. Затем корпус Уоррена должен был сняться с позиции, пройти за корпусом Хэнкока и идти по Брок-Роуд на Спотсильвейни. Корпус Хэнкока должен был покинуть позиции последним и идти за Уорреном. 8 мая к восходу корпуса должны были соединиться у Спотсильвейни. Из этого приказа видно, что Грант изменил своё отношение к Миду. Не доверяя более его способностям к управлению корпусами, он конкретно указал, куда и как перемещать подразделения. С этого момента он решил играть более активную роль в управлении армией.
Генерал Ли не сразу понял намерения Гранта. Утро 7 мая началось без стрельбы и без признаков подготовки к атаке. Вскоре генерал Эрли сообщил, что федеральная армия отходит на его фронте. Этим отступлением Грант открывал направление на переправу Германа-Форд, а это означало, что он отступает не к переправам. У Гранта оставалось два варианта: или отступить к Фредериксбергу, или идти к Спотсильвейни. Последнее имело важное стратегическое значение: совсем недалеко находилось местечко Гановер-Джанкшен, где сходились железные дороги Ричмонд — Фредериксберг и Ричмонд — Гордонсвилл. Заняв это место, Грант перереза́л линии снабжения Северовирджинской армии. Ли решил отправить в Спотсильвейни корпус Лонгстрита.

### Потери
Агрессивная тактика Гранта привела к необычайно высоким потерям в армии. Согласно официальным отчётам, федеральная армия потеряла 2246 человек убитыми, 12 037 ранеными и 3383 пленными, хотя есть основания полагать, что эти цифры были занижены. Официальные общие потери — 17 666 рядовых и офицеров. Корпус Хэнкока, который к началу сражения насчитывал 28 854 человека, потерял 5092 человека убитыми и ранеными, в их числе одного бригадного генерала и восемь полковых командиров. Корпус Уоррена потерял 5132 человека, из них 2000 пришлись на дивизию Уодсворта и 1748 на дивизию Гриффина. Погиб генерал Уодсворт и выбыли из строя два бригадных генерала — Бакстер и Стоун. Корпус Седжвика потерял чуть больше 5000 человек, из которых 3000 пришлось на дивизию Гетти. В этой дивизии бригада Льюиса Гранта понесла рекордные бригадные потери — 1269 человек. Ранен был сам Гетти, а два бригадных генерала корпуса Седжвика попали в плен (Сеймур и Шалер). Корпус Бернсайда понёс незначительные потери — всего 1640 человек убитыми и ранеными. 209 человек из общего числа потерь пришлись на офицерский состав федеральной армии. Было замечено, что в этом бою офицеров погибло немного (относительно среднего соотношения потерь офицеров и рядовых); в густых зарослях они были менее заметными целями.
Потери Северовирджинской армии были ниже, но они труднее поддаются учёту. После войны было обнаружено лишь 112 полковых отчётов из 183 возможных. Портер Александер предположил, что Ли потерял около 7750 человек. Федеральная армия предполагала, что Ли потерял около 11 000 человек. Известно, что корпус Хилла насчитывал 20 000 человек 20 апреля, а 8 мая он насчитывал 13 000, потеряв, таким образом, 7000 человек. Юэлл в рапорте сообщал о потере 1250 человек. Если общие потери были 11 000, то из этого следует, что корпус Лонгстрита потерял порядка 3000 человек.

### Оценки
К концу сражения большинство федеральных военных упало духом, и никто не чувствовал себя победителем. Пленные конфедераты наоборот, были твёрдо убеждены, что Ли победил. Вместе с тем пленные удивлялись упорству и настойчивости северян. Генерал Грант признал, что недооценил агрессивность Роберта Ли. «Джо Джонстон отступил бы после двух дней такой бойни», сказал он. Другой проблемой Гранта стала нерешительность Мида и его корпусных командиров. Рядовые федеральной армии чувствовали себя униженными тем, что не могут справиться с противником даже при подавляющем численном превосходстве, и многие признавали, что потеряли веру в командиров. Лично Грант был виноват в том, что допустил разделение командования (оставил корпус Бернсайда в прямом подчинении) и не смог скоординировать его манёвры с манёврами остальной армии. Сражение в Глуши стало классическим примером неудачной структуры управления армией.
Слабо проявили себя все корпусные командиры. Уоррен проявил чрезмерное упрямство, которое едва не стоило ему места, хотя его интуиция в целом была верна. Сам он полагал, что торопливость Гранта и Мида лишила армию шанса на победу. Седжвик тоже весьма неуверенно управлял корпусом и допустил прорыв Гордона на своём фланге. Вера Гранта в надёжность Седжвика основательно пошатнулась. Ошибки допустил даже проверенный Хэнкок: 5 мая он не смог разбить Хилла несмотря на многократное численное превосходство, утром 6 мая хорошо начал атаку, но не смог справиться с контрнаступлением Лонгстрита и упустил из внимания потенциальную опасность просеки железной дороги у себя на фланге. Но всё же командование осталось им довольно. Даже Шеридан не оправдал надежд и не смог обеспечить надёжного кавалерийского прикрытия наступления.
Многие офицеры армии были недовольны Грантом. «Я не видел, чтобы Грант делал что-то, кроме того, чтобы просто сидеть, строгать веточки и курить» — писал генерал Марсена Патрик. Сам Грант никогда публично не комментировал свои действия в ходе сражения. Можно предполагать, что он был недоволен управляемостью армии и рассчитывал основательно поменять формат взаимодействия с Мидом.
Многие годы кампания Гранта описывалась как серия фронтальных атак без признаков какой-либо стратегии. События сражения в Глуши не вполне укладываются в эту оценку. Кампания как раз началась с попытки выманить Ли из укреплений на Рапидане; когда к утру 6 мая все корпуса были под рукой, Грант планировал общее наступление, стараясь не атаковать укреплённые позиции, а сконцентрировать силы на слабом правом фланге противника. Главным элементом плана было наступление Бернсайда в разрыв между корпусами с выходом в тыл корпусу Хилла. Грант не смог скоординировать это наступление, но это всё же не были бессмысленные фронтальные атаки.
В противоположность федеральным генералам, командиры Юга действовали грамотно, как никогда. Даже Ричард Юэлл, веру в которого Ли уже начинал терять, проявил себя хорошо («даже великолепно», по выражению историка Дональда Пфанца). Он допустил некоторые ошибки — в частности, не смог своевременно санкционировать атаку Гордона, за что его потом осуждал генерал Гордон. Но несмотря на критику Гордона, Юэлл грамотно управлял боем. Без всякого контроля со стороны Ли он умело использовал резервы, отбил все атаки и сам провёл успешную атаку. Потеряв всего 1125 человек, он нанёс противнику впятеро больший урон. Однако обстоятельства сложились так, что генерал Ли всё сражение находился при корпусе Хилла и не видел достижений Юэлла. Фриман писал, что неудача атаки Гордона лишний раз навела Ли на мысль, что назначение Юэлла корпусным командиром было ошибкой. В итоге, несмотря на достижения Юэлла, сражение не спасло его карьеры и 29 мая Ли принял решение об его отставке.
В литературе Юга со временем сложилось мнение, что Ли руководил сражением безупречно и лишь отдельные просчёты его подчинённых не дали ему разбить Гранта и отбросить его за Рапидан. Историк Гордон Реа писал, что Ли совершил как минимум одну принципиальную ошибку: он выбрал наступательную тактику, при которой неизбежно нёс потери, а это было недопустимо при его ограниченных ресурсах. Впоследствии в ходе кампании он постепенно перешёл к чисто оборонительной тактике и смог наносить противнику гораздо больший урон.

### Музеефикация
В настоящее время на территории округов Оринж и Спотсильвейни существует национальный парк The Wilderness Battlefield National Park. Он был учреждён актом Конгресса 14 февраля 1927 года и стал частью более крупного нацпарка «Фредериксберг и Спотсильвейни». Сейчас он занимает территорию в 2774 акра (Шаблон:Convert/км²).
Первый памятник на этой территории появился в сентябре 1891 года, когда ветераны установили большой валун на участке атаки техасской бригады. Между июнем 1963 и сентябрём 1964 года рядом был установлен каменный обелиск стоимостью около 1000 долларов. Он был поставлен по случаю столетия сражения техасской общественной организацией Texas State Civil War Centennial Commission. 2 июня 1905 года ассоциация ветеранов 63-го Пенсильванского полка установила монумент на месте гибели генерала Александра Хейса. На церемонии присутствовали 200 человек и сын генерала, Гилберт Хейс. На пути из Фредериксберга делегация останавливалась отдать дань уважения монументу Джексона Каменная Стена. В 1888 году ветераны I корпуса решили установить памятник генералу Уодсворту, но это решение было реализовано только в конце 1936 года. Впоследствии были установлены памятники 12-му Нью-Джерсийскому полку (1942), 140-му Нью-Йоркскому полку (1989) и монумент Вермонтской бригаде (2006).